# Bruce Springsteen

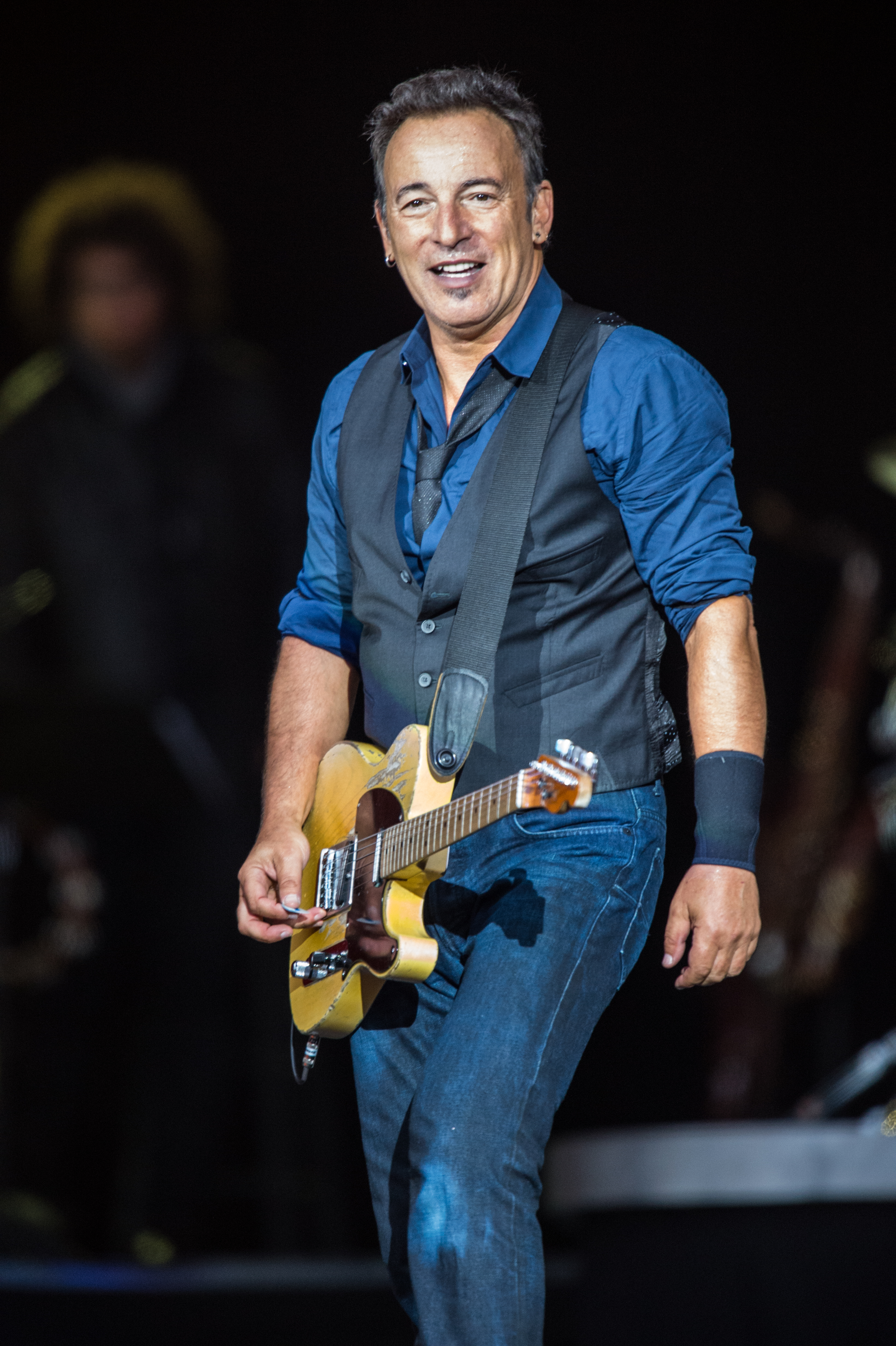
Bruce Springsteen 2012 auf dem Roskilde-Festival

Bruce Frederick Joseph Springsteen (* 23. September 1949 in Long Branch, New Jersey) ist ein US-amerikanischer Rock-Sänger, Gitarrist und Komponist, sowie Oscar- und Tony-Award-Preisträger und 20-facher Grammy-Gewinner. Springsteen ist weltweit äußerst populär und einer der kommerziell erfolgreichsten Rockmusiker überhaupt. Springsteen hat 21 Studioalben und ca. 350 Eigenkompositionen veröffentlicht, die meisten davon mit seiner Begleitband E Street Band. Allein in den Vereinigten Staaten hat er mehr als 70 Millionen Alben verkauft, weltweit sind es inklusive DVDs ca. 170 Millionen. Seine Songs haben meist das amerikanische Alltagsleben zum Thema. Sein Spitzname „The Boss“ entstand in den 1970er Jahren, als er seinen Bandmitgliedern nach den Auftritten die Gage bar ausbezahlt hat. Springsteen ist bekannt für seine hochenergetischen Livekonzerte, die meist dreieinhalb bis vier Stunden dauern.

## Leben

### Kindheit, Jugend und Familie
Bruce Springsteen wuchs in einem katholischen Elternhaus in Freehold, New Jersey, zusammen mit zwei jüngeren Schwestern, Virginia und Pamela Springsteen, in einfachen Verhältnissen auf. Die Eltern – besonders die Mutter Adele – waren sehr religiös und versuchten, dies den Kindern zu vermitteln. Ein Großteil seiner Verwandtschaft lebte in unmittelbarer Nachbarschaft und der kleine Bruce verbrachte viel Zeit bei Großeltern, Onkeln und Tanten.
Sein Vater Douglas Springsteen (* 31. August 1924; † 26. April 1998) war irisch-niederländischer Herkunft. Bruce beschreibt ihn als cholerische, schroffe Person, der es schwerfiel, emotionalen Kontakt zu den Kindern herzustellen. Douglas war wenig erfolgreich in wechselnden Jobs tätig, etwa in einer Teppichweberei, als Taxifahrer und als Gefängniswärter. Bruce Springsteen erinnert sich an seinen Vater als einen frustrierten, abends oft betrunken in der Küche sitzenden Mann. Seine Mutter, Adele Zerilli (* 4. Mai 1925; † 31. Januar 2024), war italienischer Herkunft. Er beschreibt sie als warmherzige, aktive Frau, die das Familienleben organisierte. Zusätzlich arbeitete sie als Sekretärin. Die wirtschaftlichen Verhältnisse der Familie Springsteen waren bescheiden. Wegen finanzieller Schwierigkeiten folgte Mitte der 1950er Jahre ein sozialer Abstieg, so dass die Familie in ein hauptsächlich von Zuwanderern und Marinesoldaten bewohntes Viertel umziehen musste.
Anthony Zerilli, Springsteens Großvater mütterlicherseits, wanderte aus dem süditalienischen Vico Equense über Ellis Island in die USA aus. Ebenso die Großmutter mütterlicherseits, Adelina Sorrentino, wanderte aus Italien ein und wurde 100 Jahre alt, ohne jemals englisch zu sprechen. Der Großvater väterlicherseits war zu 50 % irischstämmig, zu 50 % niederländisch, woher auch der holländische Name Springsteen stammt. Die Großmutter väterlicherseits war zu 100 % irischstämmig. Springsteen hat demnach italienische und irische Wurzeln sowie einen kleinen Anteil holländische.
Springsteen rebellierte einerseits gegen seinen Vater und versuchte ihm so wenig wie möglich zu gleichen; andererseits übernahm er dessen Werte aus der Arbeitswelt (unter anderem Misstrauen gegenüber Intellektuellen) sowie dessen Begeisterung für Autos. Diese Ambivalenz kennzeichnet auch sein Verhältnis zu seiner Heimatstadt und zu New Jersey sowie zur organisierten Religion.
Von Nachbarn wurde der Junge als unbeschwertes, aktives Kind beschrieben. Dieser Zustand änderte sich mit Eintritt in die von Franziskanerinnen geleitete St.-Rose-of-Lima-School. Springsteen wurde zum Problemkind, das in ständigem Konflikt zu den Lehrern stand und sich zunehmend in sich selbst zurückzog. Er entwickelte ein Gespür für Isolation, das ihn bis weit ins Erwachsenenleben hinein begleiten sollte. Er selbst äußerte sich dazu später folgendermaßen: „Ich hatte viele Pläne, doch ich war immer derjenige, der draußen stand und sehnsüchtig nach drinnen blickte. Ich habe mich schon sehr früh einsam gefühlt. Alle in der Familie meines Vaters waren Außenseiter.“ Schon in seiner Jugend empfand Springsteen die sich ihm als Arbeiterkind bietenden Zukunftsperspektiven als bedrückend. Das Leben seiner Eltern erschien ihm als Sackgasse.
Im Alter von zehn Jahren entwickelte sich seine Begeisterung für Rockmusik, zunächst für Elvis Presley, später auch für die Rolling Stones und die Beatles, und er bekam seine erste Gitarre zu Weihnachten des Jahres 1964 geschenkt. Mit 14 Jahren wechselte er auf die regionale High School von Freehold und entdeckte die Rockmusik als Möglichkeit, der Enge seines bisherigen Lebens zu entfliehen. Das kulturelle Leben im Hause Springsteen war hauptsächlich durch den Fernseher bestimmt und Bruce hatte so gut wie keinen Zugang zu Literatur. Durch Bob Dylan lernte er die Ausdrucksmöglichkeiten in Songtexten kennen. Später schrieb er über diese Zeit den Song No Surrender für das 1984 veröffentlichte Album Born in the U.S.A.: „We learned more from a three minute record than we ever learned in school“ und 1988 anlässlich der Aufnahme Dylans in die Rock and Roll Hall of Fame: „He was the brother that I never had. […] Like Elvis freed your body, Bob freed your mind.“ Er begann ernsthaft Gitarre zu üben und spielte in lokalen Bands. 1967 verließ er die High School und besuchte ein Jahr lang das nahegelegene Ocean County College.
1966 zogen seine Eltern mit der jüngeren Schwester nach Kalifornien, wo sein Vater Arbeit als Busfahrer in San Mateo fand.
Bruce blieb in New Jersey im Haus der Eltern zurück und zog später in ein Zimmer in Asbury Park. Er ging keiner geregelten Arbeit nach, verbrachte die Zeit vielmehr mit Musik, Softball, Surfen, Mädchen und Autofahren. 1968 hatte Springsteen, der später so treffend Situationen und Gefühle der working class beschrieb, seinen einzigen Job außerhalb der Musikszene, eine wenige Wochen dauernde Beschäftigung als Gärtner.
Seine Herkunft hat ihn stark beeinflusst. Dabei entwickelte er ein ausgesprochen zwiespältiges Verhältnis zu seinen Wurzeln. So sagte er einmal, dass er als Jugendlicher seine Heimatstadt als engstirnig und armselig empfunden habe.
Heute lebt er mit seiner Frau wieder in der Nähe von Freehold, New Jersey, auf seiner „Stone Hill Farm“ in Colts Neck, wo sich auch sein Tonstudio und großzügige Pferdestallungen befinden. Die Trostlosigkeit des Arbeiterlebens und die vorgezeichneten Lebensläufe der Arbeiterklasse sowie deren Versuche, aus ihren Lebensumständen auszubrechen, sollten die bestimmenden Themen vieler seiner Songs werden. Auch sein konfliktbeladenes Verhältnis zu Autoritäten – speziell zu seinem Vater – hat er immer wieder zum Thema gemacht.
Ab dem Wahlkampf von Barack Obama stand er stets auf Seiten der Demokratischen Partei. Zur Präsidentschaft von Donald Trump sagte Springsteen im Mai 2025 „Das Amerika, das ich liebe, das Amerika, über das ich geschrieben habe, das seit 250 Jahren ein Leuchtfeuer der Hoffnung und der Freiheit ist, befindet sich derzeit in den Händen einer korrupten, inkompetenten und verräterischen Regierung“.
Von 1985 bis 1989 war Springsteen mit dem amerikanischen Model Julianne Phillips verheiratet.
Seit 1991 ist er in zweiter Ehe mit der Sängerin Patti Scialfa verheiratet und hat mit ihr zwei Söhne (Evan James * 1990 und Sam Ryan * 1994) und die Tochter Jessica (* 1991), die eine international erfolgreiche Springreiterin ist. Scialfa ist seit 1988 Mitglied in Springsteens E Street Band, in der sie Gitarre spielt und singt. Springsteen hat neben der Farm in Colts Neck einen weiteren Wohnsitz in Wellington, Florida. Im Juli 2022 wurde Springsteens erste Enkelin Lily Harper Springsteen geboren, die Tochter seines Sohns Sam.

### 1965–1974: Musikalische Anfänge
Seine ersten musikalischen Einflüsse waren Country-&-Western-Hits von Gene Autry, Roy Rogers sowie von Hank Williams, die zu Hause und bei seiner Großmutter häufig zu hören waren. Sie sind auf Alben wie Nebraska und The Ghost of Tom Joad deutlich zu hören. 1965 trat er der Band Castiles – der Name stammte von einer Seife – bei und spielte recht erfolgreich in kleinen Clubs wie dem berühmten New Yorker Cafe Wha?. Unter der Leitung von Manager Tex Vineyard erlangten die Castiles lokale Berühmtheit und nahmen zwei Singles auf, Baby I, That’s what you get. Springsteens musikalische Ambitionen stießen bei seinen Eltern auf wenig Gegenliebe. Glaubt man seinen Erzählungen, gab es in der Familie Springsteen zwei Dinge, die unbeliebt waren: zum ersten er selbst und zum zweiten seine Gitarre. So jedenfalls seine Ansage zu Growin’ up (Live 1975–1985): „There were two things that were unpopular in my house: one was me. The other one was my guitar.“

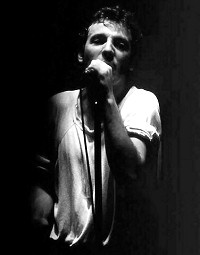
Springsteen 1981 in Norwegen

1968 gründete er eine neue Band mit Namen Earth, ein Trio mit der „klassischen“ Besetzung Gitarre, Bass und Schlagzeug. Die Band bestand wohl nur von August 1968 bis Februar 1969, hatte in dieser Zeit aber mehr als ein Dutzend Auftritte. Im März 1969 gründete Springsteen mit Leuten, die er im Upstage Club getroffen hatte, die Band Child. Im November desselben Jahres änderten sie den Namen in Steel Mill. Ihr Hard Rock brachte Springsteen weitere kleine Erfolge. Drei Singles wurden aufgenommen: The Train Song, He’s guilty und Going back to Georgia. Die Aufnahmen werden heute regelmäßig auf CD-Börsen gehandelt.
Im Januar 1971 verließ Springsteen Steel Mill, weil er sich in eine andere musikalische Richtung begeben wollte. Die Zeit bis zur Formierung einer neuen Band überbrückte er mit Gastauftritten, so zum Beispiel bei Steven Van Zandt & The Big Bad Bobby Williams Band, deren Bandleader der spätere Gitarrist der E Street Band war. In dieser Zeit fanden sowohl verschiedene Jamsessions mit unterschiedlichen Musikern als auch Solo-Akustik-Auftritte statt. Aus diesen Jamsessions entstand schließlich die Band Dr. Zoom and the Sonic Boom, bei der alle greifbaren Personen eingebunden wurden. Dies ging so weit, dass vier Mitglieder als Monopoly-Spieler der Band beigetreten waren und auch genau das auf der Bühne taten: Monopoly spielen.
Neben Van Zandt, der hier ebenfalls mit von der Partie war, gehörten auch die späteren E Street-Band-Mitglieder Garry Tallent, David Sancious, Vini Lopez und Danny Federici „Dr.Zoom & the sonic Boom“ an. Ein Southside-Johnny-Mitglied, für dessen Band Southside Johnny & the Asbury Jukes Springsteen und Van Zandt später viele Lieder schreiben und produzieren sollten (It’s been a long time), war ebenfalls Mitglied von Dr. Zoom & the sonic Boom.
Nach deren Ende spielte Springsteen übergangsweise mit Van Zandt und Southside Johnny, Garry Tallent und Vini Lopez in der Sundance Blues Band, bevor er im Juli 1971 die Bruce Springsteen Band gründete. Sie kann als abgespeckte Version von Dr. Zoom angesehen werden und gilt als Vorläufer der E Street Band.
Die Band, mit der Springsteen ab Oktober 1972 spielte und Ende 1972 sein erstes Studioalbum Greetings from Asbury Park, N.J. aufnahm, trug keinen Namen, wird aber als frühe E Street Band angesehen. Offiziell wurde sie erst ab 1974 mit diesem Namen angekündigt. Er bezieht sich auf die Adresse des damaligen Keyboarders der Band, David Sancious.
Der Springsteen dieser „frühen Jahre“ wird von Zeitzeugen als umtriebige, von manischem Arbeitseifer getriebene, gleichzeitig aber schüchterne und speziell in geschäftlichen Dingen naive Person beschrieben, die nur auf der Bühne auftaute und Führungsqualitäten zeigte.
Nachdem der Impresario John Hammond auf Springsteen aufmerksam geworden war, nahm er den Musiker für Columbia Records unter Vertrag. Entgegen den Plänen seines Managers, der die Aufnahme eines Folkalbums vorgesehen hatte, nahm Springsteen seine Band mit ins Studio. Er sollte eigentlich als eine Art „neuer Bob Dylan“ vermarktet werden. Im Januar 1973 erschien das Debütalbum Greetings From Asbury Park, N.J. Die Platte wird als gute, wenn auch nicht herausragende Rockplatte betrachtet. Musikalisch war sie in weiten Teilen noch recht konventionell und trug deutliche Folkeinflüsse. Sie zeigte bereits das erzählerische Talent Springsteens. Seine Texte waren bilderreiche, ausufernde Beschreibungen des Lebens eines Jugendlichen in New Jersey. Der Titel der Platte bezieht sich auf ein Seebad an der Atlantikküste von New Jersey, das mit seinen vielen Clubs in den 1960er Jahren ein Mekka für aufstrebende Musiker war. Asbury Park war mit seinem bunten Nachtleben ein beliebter Anziehungspunkt für Jugendliche und bot vielen Bands Auftrittsmöglichkeiten.

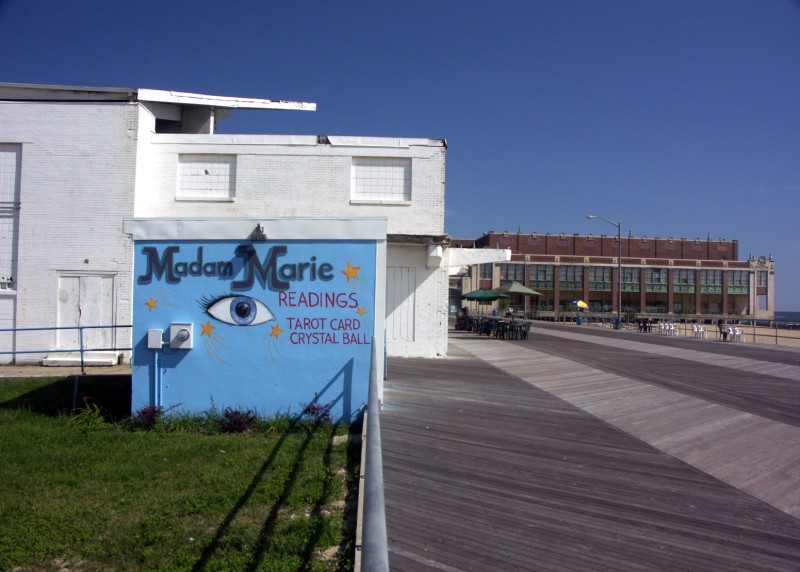
„Well the cops finally busted Madame Marie for tellin' fortunes better than they do / This boardwalk life for me is through / You know you ought to quit this scene too“
Aus dem Songtext von:
4th of July, Asbury Park (Sandy)

Springsteens Debüt-LP war, aber auch wenn sie von Kritikern gelobt wurde, ebenso wie die noch im Herbst desselben Jahres folgende zweite, The Wild, the Innocent & the E Street Shuffle, zunächst ein Flop. The Wild… gilt inzwischen wegen ihrer musikalisch wie textlich dichten, lebhaften und vielschichtigen Schilderung des Lebens in New Jersey und New York aus der Sicht eines Heranwachsenden nicht nur als eine seiner besten Platten, sondern auch als eine zu Unrecht kaum beachtete Perle der frühen 1970er Jahre. Im Gegensatz zum spärlich instrumentierten Debütalbum weist es starke Einflüsse von Soul und Jazz auf und war musikalisch inspiriert von Van Morrison.

### 1975–1981: Der Durchbruch mitBorn to Run
Erst mit dem dritten Album, Born to Run, gelang 1975 der kommerzielle Durchbruch. Das Album kam unter die Top Five der Hitliste, mit dem Titelsong Born to Run gab es auch einen Top-20-Single-Hit. Das Album wurde aufwendig produziert, Springsteen verwendete ein reichhaltiges Instrumentarium; zusätzlich zur üblichen Rockbesetzung wurden Klavier, Fender-Rhodes-E-Piano, Glockenspiel, Cembalo, Saxophon, Trompete (Randy Brecker), Flügelhorn und Hammondorgel eingesetzt. Dadurch erzeugte er einen sehr dichten und vollen Sound, der an Phil Spectors sogenannten „Wall of Sound“ erinnert. Besonders treten dabei das Saxophon sowie das Klavier im Stile von Billy Joel hervor. Der Sound des Albums und insbesondere der Song Thunder Road gelten als Inspiration für das Album Bat out of hell von Meat Loaf und Jim Steinman. Max Weinberg und Roy Bittan, die 1977 auch an Meat Loafs größtem Erfolg Bat out of Hell beteiligt waren, spielten nun Schlagzeug beziehungsweise Klavier. Die Musik ist aber nicht immer ganz frei von Bombast und Pathos. Im folgenden Beispiel aus dem Titel Born to Run bringt das Klavier kraftvoll gespielte Akkordblöcke abwechselnd mit gebrochenen Akkorden in 16-tel Notenwerten (siehe Noten und Hörbeispielⓘ). Springsteen hat den Großteil des Born-to-Run-Albums auf seinem Klavier komponiert, weshalb dies sehr dominant ist. Das Klavierspiel hatte sich der jugendliche Bruce auf dem Instrument seiner Tante selbst beigebracht.
In London spielte Springsteen 1975 sein erstes Konzert in Europa.
Einige Titel der ersten drei Alben, wie zum Beispiel Jungleland, sind aus mehreren Teilen aufgebaut und überschreiten dabei deutlich die sonst im Rock übliche 4-Minuten-Grenze. So beginnt der Titel Jungleland auf Born to Run mit einer „klassisch angehauchten“ Klaviereinleitung (siehe Hörbeispielⓘ), zu der sich Streicher gesellen. Der Mittelteil ist mit der „üblichen Rockbesetzung“ versehen. Daran schließt sich ein intimer Jazz-Part (siehe Noten und Hörbeispielⓘ) mit Saxophon, Bass, Klavier und jazz-typischem Schlagzeugspiel an, bevor es wieder „rockiger“ wird, und der Song mit der Klaviereinleitung endet.
Aufgrund des Erfolges des Albums kam Springsteen in der gleichen Woche sowohl auf die Titelseite von Time als auch von Newsweek – ein neuer Star war geboren. Dies wurde von Publikum, Musikerkollegen und Kritikern teils mit Skepsis beobachtet. Viele vermuteten dahinter einen Medienhype. Bereits ein Jahr zuvor hatte ein Musikkritiker anlässlich eines Konzertes von Springsteen in Cambridge geschrieben: „Ich habe die Zukunft des Rock’n’Roll gesehen, und ihr Name ist Bruce Springsteen.“ Der Name des Musikkritikers: Jon Landau, der wenig später Springsteens Manager wurde, nachdem dieser sich nach einem langwierigen Rechtsstreit von seinem bisherigen Manager Mike Appel getrennt hatte. Durch diesen Streit hatte sich auch die Veröffentlichung seines nächsten Albums Darkness on the Edge of Town bis ins Jahr 1978 verzögert. Landau ist bis heute Springsteens Manager, Freund und Co-Produzent.
Auf diesem Album wird das Prinzip der „Wall of Sound“ nicht mehr verwendet. Die Stücke sind einfacher strukturiert und die einzelnen Instrumente deutlicher voneinander abgehoben. Dabei treten besonders die von Danny Federici gespielte Orgel und noch mehr die E-Gitarre in den Vordergrund. Es sind Einflüsse von Duane Eddy, Jimmy Page und Roy Buchanan zu hören. Springsteens Gesang klingt deutlich gepresster und betont maskulin. Seine Musik entwickelt sich auf dieser und den folgenden Platten in Richtung eines einfachen und kraftvollen Rocksounds.
War Born to Run noch von einer euphorischen Stimmung geprägt, so ist Darkness deutlich pessimistischer. Dies zeigt sich schon im Titel der Platte. Springsteen selber äußerte sich zu diesem Album folgendermaßen: „There’s less of a sense of a free ride in 'Darkness’ than in 'Born to Run'. There’s more a sense of: if you wanna ride, you’re gonna pay, and you better keep riding. There’s just a little more world awareness.“ („Es gibt weniger die Stimmung des freien Spielens auf ‚Darkness‘ als bei ‚Born to Run‘. Die Stimmung ist eher: Wenn du spielen willst, musst du dafür bezahlen. Und du spielst lieber weiter. Es ist einfach ein bisschen reflektierter.“)
1978 kam es zu einer Zusammenarbeit mit Patti Smith, die mit der Springsteen-Komposition Because The Night einen Hit landete. Im Jahr 1979 beteiligte sich Springsteen an dem Konzert No Nukes, bei dem er sich mit anderen Künstlern gegen die Nutzung von Atomkraft einsetzte.
Das Doppelalbum The River (1980) zeigte seine musikalischen Fähigkeiten in ihrer ganzen Bandbreite, von der Ballade –wie im Titelsong (siehe Noten und Hörbeispielⓘ), der mit akustischer Gitarre und Mundharmonika beginnt, zu der im Refrain Klavier, Schlagzeug und Bass treten– bis zum Rocker.
Mit Hungry Heart enthielt das Album zudem seinen ersten Top-Ten-Hit, durch den er in Europa einer breiteren Öffentlichkeit bekannt wurde. Dies zeigte sich bei der anschließenden Tournee, bei der er im April 1981 in Frankfurt, München, Berlin und Hamburg vor ausverkauften Häusern erstmals in Deutschland spielte.

### 1982–1983: Minimalistische Arrangements: Nebraska

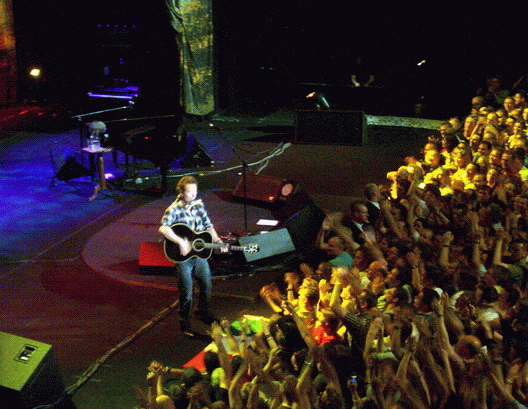
Springsteen auf seiner Solotour 2005

Dass Springsteen immer für eine Überraschung gut ist, bewies die Veröffentlichung seines nächsten Albums Nebraska (1982). Anstatt den erfolgreichen Weg von The River weiter zu verfolgen, schuf er auf Nebraska, begleitet nur von Gitarre, Mundharmonika und Glockenspiel, eine düstere Atmosphäre, die den Hintergrund für seine Geschichten über Außenseiter der amerikanischen Gesellschaft abgab. Nach mehreren vergeblichen Arrangementversuchen mit der E Street Band entschied sich Springsteen schließlich – quasi als Notlösung – für eine Veröffentlichung seiner im Homerecordingstudio entstandenen Demoaufnahmen (erkennbar auch am ungeschliffenen Sound). Verglichen mit The River war das Album ein Flop. Heute gilt es mit seinen intimen und eindringlichen, oft depressiv wirkenden Liedern aber als eines seiner besten Alben.

### 1984–1991: Stadionrock – Born in the U.S.A.
Endgültig zum Superstar wurde Springsteen mit Born in the U.S.A. (1984), einem Album, das sieben Top-Ten-Hits in den USA hervorbrachte. Die Songs sind im Vergleich zu den Vorgängeralben noch einfacher aufgebaut, das heißt auf das Wesentliche reduziert. Sie sind geprägt von einfachen üblichen Rock-Riffs der Gitarre oder der Keyboards sowie eingängigen „Mitsing-Refrains“, beispielsweise im Titelsong Born in the U.S.A. oder in Glory Days (siehe Noten).
Der Keyboardsound ist dabei dem Geschmack der 1980er Jahre angepasst. In der Folge häufig kopiert wurde der wuchtige Drumsound des Titelsongs mit der betonten und mit viel Hall aufgenommenen Snaredrum auf dem 2. und 4. Taktteil (siehe Noten und Hörbeispielⓘ).
Das Jahr 1984 brachte aber auch einschneidende Veränderungen für Springsteen mit sich: Steve Van Zandt, Weggefährte der ersten Stunde, verließ die E Street Band nach Abschluss der Arbeiten am Album, um eine Solokarriere zu verfolgen. Als Ersatz wurde für die Tour Nils Lofgren verpflichtet. Als weitere Veränderung gab es erstmals eine Backgroundsängerin auf der Bühne, Patti Scialfa. Born in the U.S.A. ist eine der meistverkauften Platten der Rockgeschichte, und für Springsteen folgte eine Welttournee, die ihn im Juni 1985 auch wieder für zwei große Konzerte im Frankfurter Waldstadion und im Münchener Olympiastadion nach Deutschland führte. Der Titelsong wurde nicht nur in den USA vielfach als patriotische Hymne missverstanden, da man mehr auf den mitreißenden Refrain als auf den sozialkritischen Text achtete. Ronald Reagan benutzte das Lied in seinem Wahlkampf, was Springsteen aber unterband. Springsteen hatte zunächst eine rein akustische Version des Lieds eingespielt, aber dann der härteren Rockversion mit voller Bandbesetzung den Vorzug gegeben. Auf seinem Livemitschnitt der Konzerte im Rahmen der Reunion-Tour 1999/2000 aus dem Madison Square Garden spielte er das Lied wieder solo und rein akustisch. „I had a brother at Khe Sahn, / fightin’ off the Vietcong, / they’re still there, but he’s all gone …“ Mit einem einzigen Vers, mehr noch: mit einigen gesanglich extrem gestreckten Silben „he’s all gone …“ vermag Springsteen die Wirkung eines ganzen Kriegs in einem Brennpunkt poetisch einzufangen, ohne freilich offensichtlich Partei zu ergreifen.
Am 13. Mai 1985 heiratete Springsteen Julianne Phillips, Schauspielerin und Model, die er erst wenige Monate zuvor in Los Angeles kennengelernt hatte.
Nachdem Springsteen jahrelang die Veröffentlichung von Konzertmitschnitten abgelehnt hatte, weil er fürchtete, die Atmosphäre seiner Konzerte könne nicht auf Plattenaufnahmen vermittelt werden, änderte er seine Meinung. Unter dem Titel Live/1975-85 erschien im November 1986 eine Sammlung aus 40 Songs auf fünf LPs beziehungsweise drei CDs. Eine erst im Jahr 2006 veröffentlichte Aufnahme eines Konzertes 1975 in London (Hammersmith Odeon, London ’75) ist ein lebhaftes Dokument, das Springsteen und seine Band voller Spielfreude zeigt. Bootlegs anderer Auftritte sind bei Fans begehrte Sammlerobjekte und kursieren unter diesen in großer Zahl.

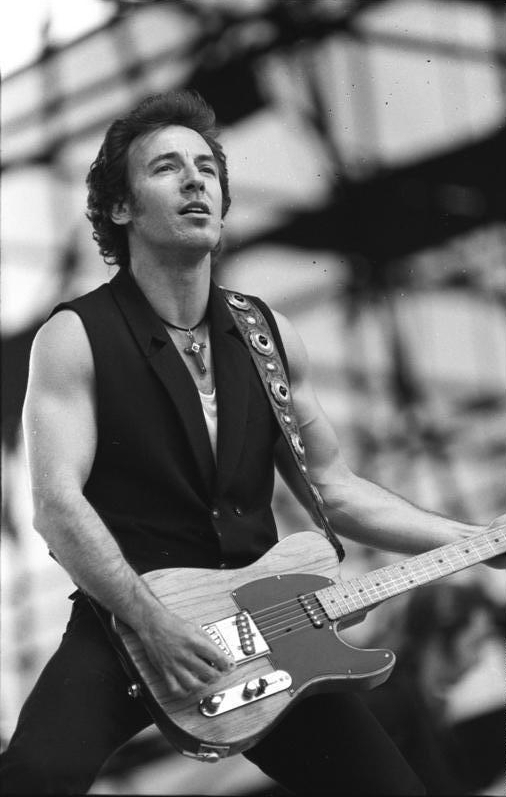
Bruce Springsteen beim Konzert in Ost-Berlin auf der Radrennbahn Weißensee am 19. Juli 1988

1987 erschien das Album Tunnel of Love. Es beschreitet einen Mittelweg zwischen dem martialischen, „verschwitzten“ Stadionrock von Born in the U.S.A. und der intimen Stimmung von Nebraska. Die Songs wirken „entspannter“ und gehen eher etwas in Richtung einer modern klingenden Popmusik. Keyboard-Sounds dominieren gegenüber E-Gitarren, und der Drumsound klingt nicht mehr ganz so wuchtig wie beim Vorgängeralbum. Die Mitglieder der E Street Band wurden nur eingesetzt, wenn es der einzelne Song erforderte. Bei der anschließenden Tournee spielte Springsteen zum ersten Mal auch im Ostteil des damals noch geteilten Berlin. 160.000 Eintrittskarten wurden zum Konzert am 19. Juli 1988 in der Radrennbahn Weißensee offiziell verkauft. Es war zugleich Springsteens größter Live-Auftritt, den er je gegeben hat.
Im September und Oktober 1988 ging er zusammen mit anderen Künstlern, Sting, Peter Gabriel und Tracy Chapman, auf eine Benefiztournee zu Gunsten der Menschenrechtsorganisation Amnesty International.
Bruce Springsteen hielt 1988 bei der Aufnahme Bob Dylans in die Rock and Roll Hall of Fame die Laudatio.
Schon während der Tunnel-of-Love-Tournee waren Gerüchte aufgekommen, dass Springsteen mit seiner neu zur Band gestoßenen Backgroundsängerin Patti Scialfa ein Verhältnis habe. 1988 reichte Julianne Phillips schließlich die Scheidung ein, die im März 1989 vollzogen wurde. Am 25. Juli 1990 kam in Los Angeles Springsteens und Scialfas erster Sohn zur Welt, am 8. Juni 1991 heirateten sie. Am 30. Dezember 1991 wurde ihre Tochter geboren, 1994 folgte noch ein weiterer Sohn.

### 1992–1997: Neue Wege
Anschließend legte Springsteen die Zusammenarbeit mit den Musikern der E Street Band auf Eis, ohne die Band offiziell aufzulösen. Es folgten zwei gleichzeitig veröffentlichte Alben im Jahre 1992, Human Touch (Hörbeispiel des Titelsongsⓘ) und Lucky Town, die Springsteen mit verschiedenen weltbekannten Musikern der Session-Szene von Los Angeles, wie dem Schlagzeuger Jeff Porcaro von Toto, dem Trompeter Mark Isham und den Sängern Bobby King und Sam Moore einspielte, die ihn auch auf der anschließenden Tournee begleiteten. Die beiden Alben wurden wegen ihrer „zu kommerziellen Ausrichtung“ von eingefleischten Springsteen-Fans als musikalischer Tiefpunkt seiner Karriere gewertet, unter anderem auch, weil Fans und Kritiker monierten, man wolle damit der Verkaufsstrategie von Guns N’ Roses nacheifern, die ein paar Wochen zuvor ebenfalls gleichzeitig die beiden Platten Use Your Illusion I & II herausbrachten. Springsteen erklärte beide Alben als grundsätzlich eigenständig und unterschiedlich. Rückblickend erscheint dies glaubhaft, zumal gerade Lucky Town sehr selbstkritische und persönliche Texte enthält, die auf Human Touch fehlen. Die Verkäufe gingen im Vergleich zu den beiden vorausgehenden Studioalben deutlich zurück.
Am 11. November 1992 gab Springsteen in Los Angeles ein Konzert in der Reihe MTV Unplugged, in dem er nur den Starter Red Headed Woman akustisch spielte. Das Album erhielt den Titel In Concert/MTV Plugged.
1995 erschien sein zweites Soloalbum The Ghost of Tom Joad, inspiriert von der gleichnamigen Figur aus John Steinbecks Roman Früchte des Zorns. Hier überträgt er das von Steinbeck beschriebene Schicksal der vor ökonomischen und klimatischen Katastrophen fliehenden Okies während der Depressionszeit mit dem Schicksal der lateinamerikanischen Einwanderer in den heutigen USA. Auf dem Album spielt Springsteen fast alle Instrumente selbst. Akustische Gitarre und Mundharmonika dominieren (Hörbeispiel aus dem Titelsongⓘ) und werden nur vereinzelt von Schlagzeug, Bass und Keyboards unterstützt. Er präsentierte das Album mit einer Solotournee. Kurz darauf coverte die politisch aktive Band Rage Against the Machine sein Lied The Ghost of Tom Joad und kleidete es musikalisch neu ein. Sie spielten es oft live, bevor es im Jahr 2000 auf ihrem Album Renegades erschien.
Zahlreiche Springsteen-Songs fanden ihren Weg in Kino-Soundtracks. Für Streets of Philadelphia aus dem Film Philadelphia erhielt er einen Oscar für den besten Originalsong, für den Titelsong Dead Man Walking zum Todesstrafen-Drama Dead Man Walking wurde Springsteen zum zweiten Mal für den Oscar nominiert. Auf die Bitte von Mickey Rourke hin schrieb Springsteen Anfang 2008 The Wrestler als den Titelsong zu dem gleichnamigen Kinofilm, der im Dezember 2008 veröffentlicht wurde. Springsteen verlangte hierfür keine Tantiemen von der Produktionsgesellschaft und veröffentlichte den Song Ende Januar 2009 auch selbst, als Bonustrack auf Working on a Dream. Für die Harry-Potter-Filmreihe reichte er den Song I’ll Stand by You Always ein, der jedoch in keinem der Filme Verwendung fand.

### 1998–2000: Wiedervereinigung
Im November 1998 erschien Tracks, ein Vier-CD-Set mit zahlreichen Aufnahmen aus Springsteens Gesamtwerk, von denen die meisten bis dahin offiziell nicht erschienen waren. Erwähnt sei beispielhaft die Urversion von Born in the U.S.A., die klanglich sehr viel näher am Nebraska-Album liegt. Springsteen entschloss sich dann, mit der E Street Band wieder auf Tournee zu gehen. Sie feierten ein grandioses Comeback: Von April bis Juni 1999 spielten sie zunächst in großen Hallen und Stadien in Europa, bevor im Juli 1999 eine ausgedehnte US-Tournee begann, die (mit Unterbrechungen) fast ein Jahr dauerte und mit einer Serie von zehn Konzerten im New Yorker Madison Square Garden endete.
Mit dem Song American Skin (41 Shots) thematisierte Springsteen im Jahr 2000 den Fall des Immigranten Amadou Diallo, der im Jahr zuvor Opfer eines Zwischenfalls mit der New Yorker Polizei geworden war. Vier weiße Polizisten hatten bei einer nächtlichen Polizeikontrolle auf den ebenso unbescholtenen wie unbewaffneten Diallo insgesamt 41 Schüsse abgegeben, von denen ihn 19 trafen und schließlich töteten. Der durch Springsteens Lied publik gemachte Fall löste in den USA eine heftige Kontroverse über rassistisch motivierte Übergriffe der Polizei aus. New Yorker Polizeibeamte initiierten daraufhin eine Boykott-Kampagne gegen Springsteen, die ihm jedoch nicht geschadet hat.

### 2001–2004: The Rising
Im Juli 2002 erschien das Album The Rising, das unter dem Eindruck der Ereignisse des 11. September 2001 entstanden war und sich inhaltlich hauptsächlich mit dem Attentat und seinen Folgen beschäftigt. Springsteen hat direkt nach den Anschlägen bei einer weltweit ausgestrahlten Benefizveranstaltung erstmals seinen noch unveröffentlichten Song My city of ruins beigetragen. Die Kritik auf das Album war zunächst gespalten, es gab auch Verrisse in den Medien. Der Ton der Rezensenten änderte sich aber bald und manch einer, wie zum Beispiel Der Spiegel, legte nach einer negativen Beurteilung nur kurze Zeit später eine positive Besprechung nach. Auf The Rising werden zusätzlich die im Rock eher unüblichen Instrumente Violoncello und Violine eingesetzt. Asif Ali Khan und seine Gruppe steuern arabische Klänge bei. Springsteen erhielt für The Rising drei Grammys, davon einen in der Kategorie „Bestes Rockalbum des Jahres“. The Rising ist eine vordergründig unpolitische Reflexion der Gefühlslage nach den Anschlägen vom 11. September 2001. Erneut schloss sich eine ausgedehnte Tournee an, diesmal durch Europa, Australien, Neuseeland und die Vereinigten Staaten. Schon während dieser Tour wurde Springsteen deutlich politischer. Er kritisierte offen George W. Bush wegen des Irak-Krieges und setzte sich im Herbst 2004 gemeinsam mit anderen Musikern wie R.E.M., John Mellencamp, Pearl Jam und Bright Eyes mit der „Vote for change-Tour“ für die Wahl John Kerrys zum US-Präsidenten ein. Außerdem wurde der Springsteen-Titel No Surrender von Kerry als Wahlkampfsong verwendet.

### 2005:Devils & Dust
Am 25. April 2005 erschien Springsteens Album Devils & Dust, das von der Kritik positiv aufgenommen wurde, die Fangemeinde aber wie das zehn Jahre zuvor erschienene The Ghost of Tom Joad spaltete. Das eher ruhige Album besteht etwa zur Hälfte aus Liedern, die sich im Laufe der Jahre bei Springsteen angesammelt hatten, die er aber zurückhielt, weil sie seiner Meinung nach nicht auf Veröffentlichungen wie zum Beispiel The Rising gepasst hätten. Der Titelsong Devils & Dust entstand unter den Eindrücken des Irak-Krieges.
Textlich versuchte Springsteen, behutsam neue Wege zu erforschen. In den Titeln Reno, der den Oralverkehr mit einer Prostituierten beschreibt: „She slipped me out of her mouth. ‚You’re ready,‘ she said …“, und Long time comin werden sexuelle Dinge im Gegensatz zu früher offen angesprochen. Die Folge war ein Warnhinweis „Adult advisory warning sticker“ auf den CDs in den USA.
Die darauf folgende Welttournee, die ihn im Juni 2005 auch nach Deutschland führte, bestritt er ohne Band, allein mit akustischer Gitarre, Klavier und Harmonium, in der ruhigen Atmosphäre des Albums. Die Kritiken waren äußerst positiv, wenngleich die als übertrieben hoch empfundenen Ticketpreise von bis zu knapp 100 € bei den Fans für erhebliche Verstimmung sorgten.

### 2006–2007:The Seeger Sessions

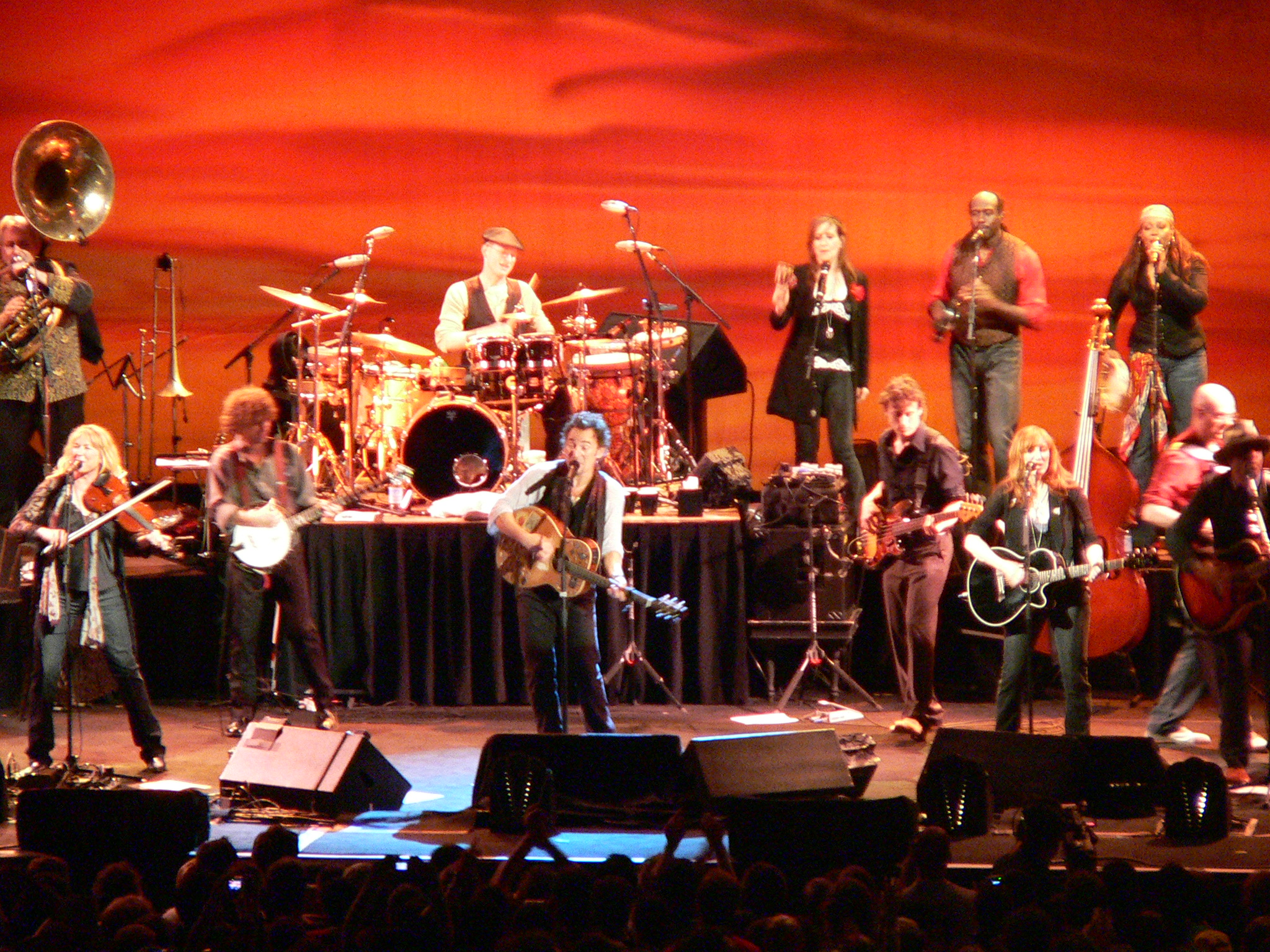
Konzert in Mailand, 12. Mai 2006

Einen weiteren Rückgriff auf die Folkwurzeln, die Springsteen immer beeinflusst haben, stellt das im April 2006 erschienene Album We Shall Overcome: The Seeger Sessions dar, das sich auf den Anfang 2014 94-jährig gestorbenen Folkmusiker Pete Seeger bezieht, der zahlreiche traditionelle Folkstücke unverändert oder verändert aufgenommen und damit für folgende Generationen archiviert hat. Im Jahre 1997 kam Springsteen zum ersten Mal intensiv mit Seegers Werk in Kontakt, als er das Lied We Shall Overcome für die Seeger-Tribute-CD Where have all the flowers gone aufnahm. Zusammen mit Musikern aus New York City, die er durch die E-Street-Geigerin Soozie Tyrell kennengelernt hatte und die bei einem Fest auf seiner Farm spielten, nahm er spontan 1997, 2005 und 2006 in nur drei eintägigen Aufnahmesessions im Wohnzimmer und Flur seines alten Farmhauses in Colt’s Neck ein Album mit den alten Folkstücken und Traditionals auf, die durch Seeger bekannt wurden. Das Album wurde live mit vorwiegend akustischen Instrumenten (Banjo, Fiddles, Gitarren, Bläser, Waschbrett etc.) eingespielt und wirkt dadurch lebhaft und natürlich. Auf der zugehörigen DVD sind die Aufnahmesessions als Film zu sehen.
Obwohl die Ankündigung, Springsteen werde ein Album ausschließlich mit Fremdkompositionen und ohne die E Street Band veröffentlichen, bei vielen Fans Irritationen auslöste, wurde die CD von der Kritik gelobt und ist auch kommerziell erfolgreich.
Die Auswahl der Stücke sollte einerseits traditionelle US-amerikanische Lieder zum Leben erwecken, nachdem im August 2005 die Stadt New Orleans, die als Wiege der amerikanischen Musik gilt, durch den Hurrikan Katrina zu großen Teilen zerstört worden war. Sie kann aber auch als Kritik an der amerikanischen Politik gedeutet werden. We Shall Overcome ist – wie schon in Seegers Version in den 1960er Jahren – ein Beispiel für ein Protestlied; ebenfalls auf dem Album findet sich mit Bring ’em Home („Bringt sie nach Hause“) ein Song von Pete Seeger aus den 1960er Jahren für die Kampagne gegen den Vietnamkrieg geschrieben, den Springsteen nun auf den Irak-Krieg bezog.
Im Frühjahr präsentierte Springsteen das Album mit einer 18-köpfigen Band live. Der offizielle Tourstart war beim Jazzfest in New Orleans. Außer Springsteen, seiner Ehefrau Patti Scialfa und Geigerin Soozie Tyrell war kein Mitglied der E Street Band auf der Bühne. Sein einziges Deutschland-Konzert auf dieser Tour fand am 17. Mai 2006 in der Festhalle Frankfurt statt. Das Programm bestand vornehmlich aus den Seeger-Stücken, nur wenige eigene Titel kamen – vollkommen neu arrangiert – in dem zweieinhalbstündigen Set vor.
Auf seiner zweiten Europatournee mit der Seeger Sessions Band (1. Oktober – 21. November 2006) trat Springsteen in der Color Line Arena in Hamburg und in der Kölnarena auf. Beide Konzerte waren innerhalb von 20 Minuten ausverkauft.
Das Abschlusskonzert wurde aufgezeichnet und 2007 als Album und DVD unter dem Namen Live in Dublin veröffentlicht.

### 2007–2008:Magic
Am 28. September 2007 erschien Springsteens Album Magic, das erste mit der E Street Band seit The Rising aus dem Jahr 2002 und Springsteens Rückkehr zur gitarrenlastigen Rockmusik. Produziert wurde das Album erneut vom ehemaligen Pearl-Jam-Produzenten Brendan O’Brien. Eine erste Vorabsingle, Radio Nowhere, feierte am 26. August 2007 ihre Radioweltpremiere. Mit dieser Single knüpft Springsteen nicht nur musikalisch, sondern auch textlich an das erste Jahrzehnt seiner Karriere an. Einsamkeit, Sehnsucht und die Suche nach Erlösung stehen im Vordergrund. Weitere Singles, für die auch Videos gedreht wurden, sind Long walk home und Girls in their summer clothes.
Das Album enthält elf auf dem Cover dokumentierte Lieder sowie ein zwölftes Stück, Terry’s Song, das Springsteens verstorbenem ehemaligen Leibwächter und Freund gewidmet ist.
Im Oktober 2007 begann Springsteen mit der E Street Band in den USA die Magic-Welttournee, die ihn im Dezember 2007 auch für zunächst zwei Konzerte nach Deutschland (Mannheim und Köln) führte. Im Juni 2008 folgten im Zuge dieser Tournee zwei weitere (Düsseldorf und Hamburg), von denen das Hamburger Konzert bereits Mitte Januar 2008 ausverkauft war. Bei der Fortsetzung der Magic-Tour im Jahr 2008 ließ Springsteen aus dem Publikum Schilder einsammeln, auf die Musikwünsche geschrieben waren. So wurde beispielsweise in Hamburg das bis zu diesem Konzert überhaupt erst einmal in der Silvesternacht 1980/1981 gespielte Held up without a gun, das auf der dritten CD der Essential Bruce Springsteen Box veröffentlicht wurde, gespielt. In späteren Konzerten folgten weitere Raritäten und/oder Oldies.
Die Magic-Tour endete offiziell am 24. August 2008 im Sprint Center in Kansas City. Am 30. August 2008 fand noch eine weitere Show – offiziell außerhalb der Magic-Tour – im Roadhouse at the Lakefront (Milwaukee, WI) statt, es handelte sich dabei um eine Harley-Davidson Celebration Show.

### 2008–2011:Working on a Dream

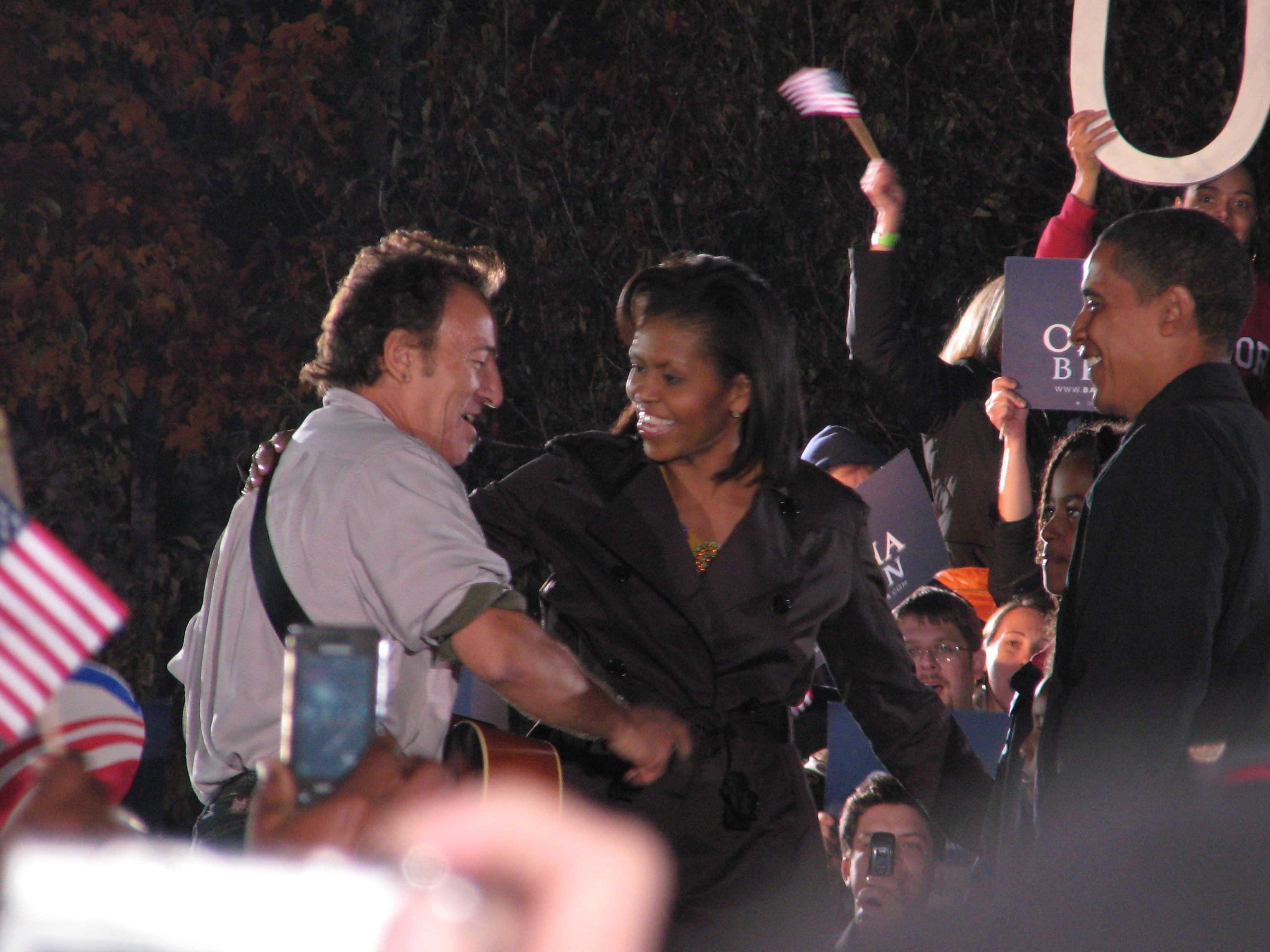
Mit Michelle und Barack Obama während des US-Wahlkampfes 2008

Das Album Working on a Dream, das dem 2008 verstorbenen Keyboarder der E Street Band Danny Federici gewidmet ist, erschien in Deutschland am 23. Januar 2009. Auf seiner Website erklärte Springsteen, dass es „den Schwung der Magic-Sessions aufnehme“. Drei Songs wurden vorab über verschiedene Download-Dienste veröffentlicht: zuerst der Titelsong Working on a Dream, den Springsteen bereits im Herbst 2008 in einer akustischen Version bei Wahlkampfauftritten des damaligen demokratischen US-Präsidentschaftskandidaten und späteren Wahlgewinners Barack Obama gespielt hatte. Danach folgten My Lucky Day und der Bonus-Track The Wrestler vom Soundtrack des gleichnamigen Films. Springsteen erhielt für diesen Song im Januar 2009 den Golden Globe Award für den „Best Original Song“.
Auf der Special Edition der Album-CD, die eine DVD mit dem Titel Working on a Dream – The Sessions enthält, ist neben verschiedenen Sessionaufnahmen zusätzlich der Song The Jersey Devil enthalten, der bereits zu Halloween online als Video veröffentlicht wurde.

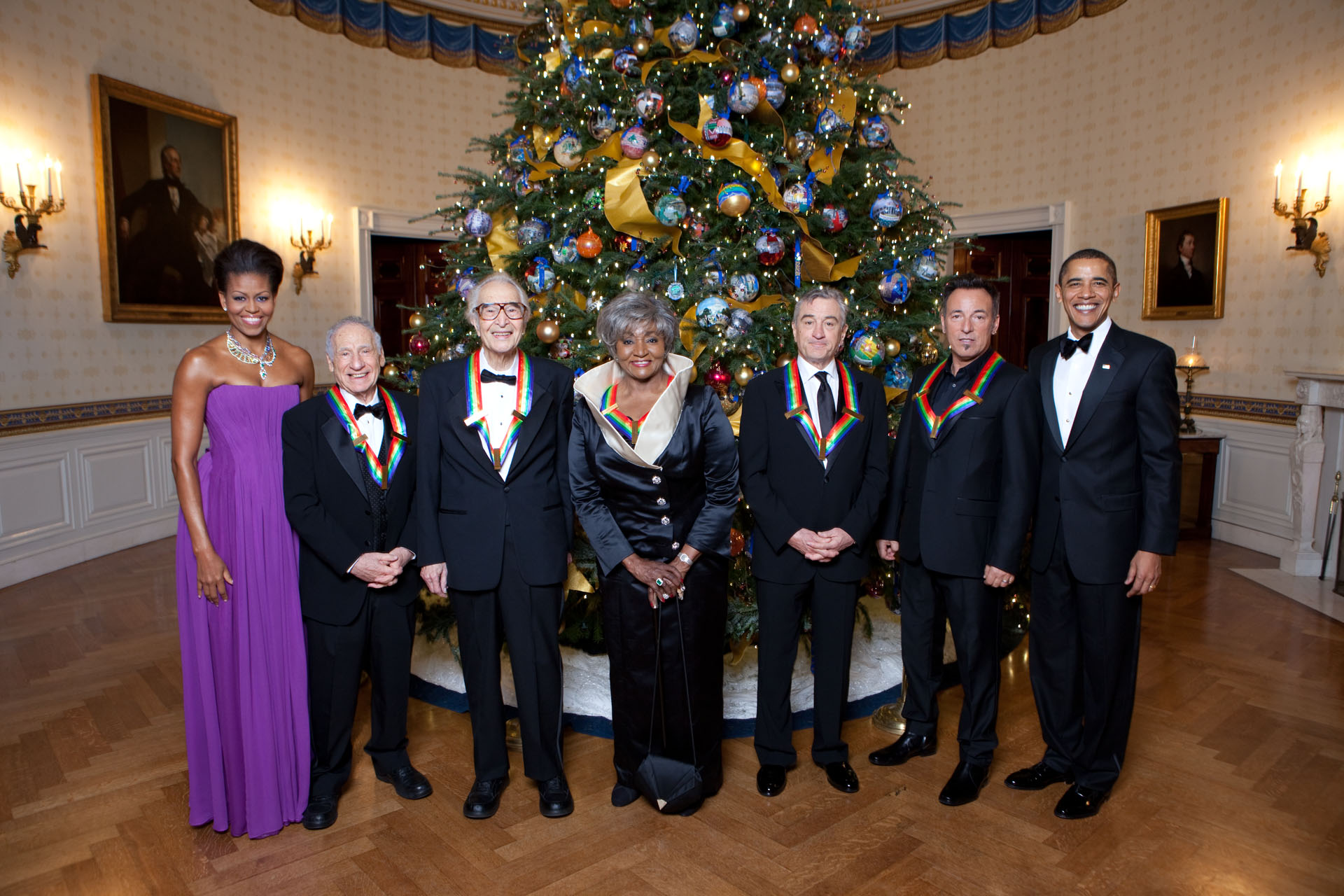
Springsteen mit anderen Geehrten im Weißen Haus am 6. Dezember 2009

Working on a Dream erreichte schnell die Spitze internationaler Charts, in den USA, in England und Deutschland gelang dem „Boss“ der Sprung auf Platz eins der Verkaufs-Hitliste. Nach Born in the USA (1984), Greatest Hits (1995), The Rising (2002) und Devils & Dust (2005) ist es seine insgesamt fünfte Nummer-eins-Platzierung in Deutschland. Working on a Dream kam in 16 Ländern auf Platz eins in den Charts.
Bei der Amtseinführung von US-Präsident Barack Obama im Januar 2009 spielte Springsteen auf den Stufen des Lincoln Memorials in Washington, D.C. mit einem großen Gospelchor sein Stück The Rising sowie gemeinsam mit Pete Seeger dessen Song This land is your land. Springsteen hatte auch bei Wahlkampfveranstaltungen von Obama gesungen, wodurch sich eine enge Freundschaft entwickelt hat.
Am 1. Februar 2009 spielte Springsteen mit der E Street Band in der Halbzeitpause (Halftime Show) des American-Football-Endspiels Super Bowl ein 12-minütiges Medley aus vier Songs im Stadion von Tampa. Die Veranstaltung wurde weltweit live im TV übertragen.
Im Rahmen einer Welttournee 2009 spielten Bruce Springsteen und die E Street Band unter anderem in den Stadien von Wien, München, Frankfurt und Bern. Das Konzert im Londoner Hyde Park wurde gefilmt und 2010 auf DVD und Bluray veröffentlicht. Als Eröffnungssong brachte Springsteen den Clash-Klassiker London Calling.

### 2012–2013:Wrecking Ball
Das Album Wrecking Ball (deutsch: Abrissbirne) erschien Anfang März 2012 und ist dem verstorbenen Saxophonisten der E Street Band Clarence Clemons gewidmet. Anders als bei dem optimistischen Vorgängeralbum Working on a Dream geht es diesmal mit deutlich kritischerem Unterton um die Reflexion der US-Wirtschaftskrise und Kritik am Bankensystem. Die erste Single-Auskopplung des Albums, We Take Care of Our Own, wurde passend dazu schnell zu einer Art Hymne der Occupy-Wall-Street-Bewegung.
Im Rahmen der Wrecking Ball-World Tour 2012/2013 spielten Springsteen und die E Street Band erneut zahlreiche Konzerte in Europa, darunter Wien, Zürich, Frankfurt, Köln und Berlin. Die letzte Station des ersten Europa-Legs der Tour war in Helsinki, dort spielten sie mit vier Stunden und sechs Minuten das längste Konzert der Bandgeschichte.

### 2014:High Hopes

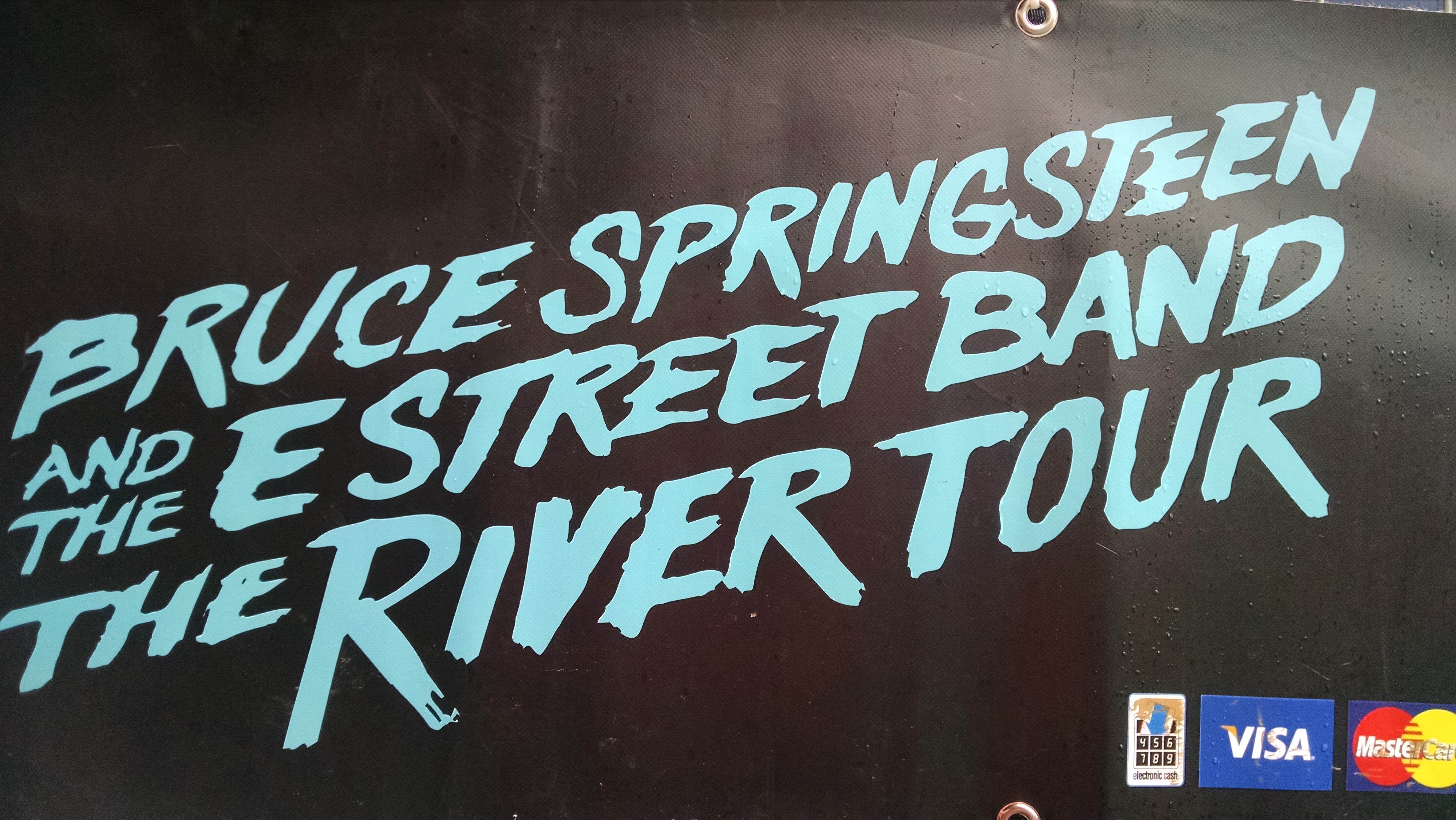
The River Tour 2016

Anfang Januar 2014 erschien das neue Album von Springsteen mit dem Titel High Hopes. Gastmusiker ist Tom Morello, der in den Songs High Hopes, Harry’s Place, American Skin (41 Shots), Just Like Fire Would, Heaven’s Wall, Hunter of Invisible Game sowie The Ghost of Tom Joad mitwirkt. Springsteen über Morello: „Die E Street Band ist ein großes Haus, aber wenn Tom auf der Bühne steht, baut er einen neuen Raum an“. Das Album war im Voraus im Stream von Spiegel Online zu hören.

### 2015–2018:The River 2016 Tour, Autobiografie undSpringsteen on Broadway2017–2018
1980 erschien das Doppelalbum The River. Zu dessen 35-jährigem Jubiläum wurde 2015 die Box The Ties That Bind: The River Collection veröffentlicht.
Aus diesem Anlass ging Bruce Springsteen 2016 mit seiner E Street Band auf Welttournee und spielte rund 75 Konzerte.
2016 erschien auch Springsteens Autobiografie Born to run. Er machte im Herbst eine ausgedehnte Tournee durch Buchläden, wobei er seine Bücher signierte und Auszüge aus dem Buch vorlas.
Im Januar 2017 war Springsteen von US-Präsident Obama eingeladen, kurz vor dem Ende seiner Präsidentschaft für die Mitarbeiter des Weißen Hauses im dortigen East Room zu spielen. Für diesen Anlass erarbeitete dieser innerhalb von zwei Tagen ein Konzept, das ein Solo-Konzert mit vorgelesenen Auszügen aus der Autobiografie verband. Laut Springsteen war das zu 90 % der Rahmen der sich daraus später entwickelnden Broadway-Show. Diese ursprünglich als einmalige Veranstaltung in eine Show zu verwandeln, schlug Barack Obama nach der Aufführung im Weißen Haus vor.
In der ersten Jahreshälfte 2017 tourte die E Street Band in Australien und Neuseeland.
Im Zeitraum vom 3. Oktober 2017 (Preview) bis zum 15. Dezember 2018 gab der Musiker unter dem Titel Springsteen on Broadway im Walter Kerr Theatre in New York 236 ausverkaufte Solokonzerte, in denen er sang sowie Gitarre und Piano spielte, Anekdoten aus seiner Autobiographie Born to Run und andere Erinnerungen zum Besten gab. Springsteens Ehefrau Patti Scialfa trat bei fast allen Konzerten mit auf. Im Durchschnitt fanden über den Zeitraum von 15 Monaten wöchentlich fünf Shows statt. Die Konzerteinnahmen betrugen 113 Millionen US-Dollar.

### 2019–2024:Western Stars,Letter to YouundOnly the Strong Survive
Im Juni 2019 erschien das Soloalbum Western Stars mit großem Orchester und Anleihen an Western Music und den Soundtracks der klassischen Westernfilme. Laut Springsteen waren Künstler wie Glen Campbell, Jimmy Webb und Burt Bacharach seine Inspiration für das Album. Das Album wurde im April 2019 in kompletter Länge in der historischen Scheune von Springsteens Stone Hill Farm in Colt’s Neck im US-Bundesstaat New Jersey vor geladenen Gästen live aufgeführt und gefilmt. Die Liveaufnahme wurde im Dezember 2019 sowohl als Kinofilm als auch als Live-CD und DVD veröffentlicht. Zusätzlich zu den Songs des Studioalbums wurde live auch Rhinestone Cowboy von Glen Campbell gespielt.
Im November 2019 erfolgten die Aufnahmen zum Folgealbum Letter to You, das im Oktober 2020 veröffentlicht wurde. Damit erschien wieder ein Album mit der E Street Band und dem typischen Sound, das auch drei in den 1970ern komponierte Titel enthält. Sämtliche neuen Songs hatte Bruce Springsteen innerhalb einer Woche komponiert und das Album wurde innerhalb von nur vier Tagen komplett live in Springsteens Aufnahmestudio auf seinem Anwesen in Colt’s Neck eingespielt. Die Aufnahmen wurden auch gefilmt.
Aufgrund der Corona-Pandemie konnten weder für Western Stars noch für Letter to You Tourneen stattfinden.
Vom Frühjahr 2020 bis Herbst 2021 produzierte Springsteen 29 Folgen seiner neu entstandenen Radiosendung From my home to yours, die ca. 14-täglich auf der Station E Street Radio des Satellitenradiosenders Sirius XM ausgestrahlt wurden. Springsteen hatte im Lockdown 2020 die Idee, auf diese Weise Kontakt zu seinen Fans zu halten, und fungierte von seinem Zuhause aus als DJ und Host der Show, die abwechselnde Mottos hatte, die jeweils in die Songauswahl und die Moderation einflossen.
Ebenfalls 2020/2021 wurden 8 Folgen von Gesprächen zwischen Springsteen und Barack Obama in Colts Neck aufgezeichnet und als Buch und Spotify Podcast unter dem Titel Renegades: Born in the USA veröffentlicht. Der Podcast erschien 2021, am 26. Oktober 2021 erschien das Buch.
Bei der Amtseinführung von US-Präsident Joe Biden im Januar 2021 spielte Springsteen vor dem Lincoln Memorial in Washington D.C. sein Stück Land of hope and dreams in einer Solo-Akustik-Version.
Im Dezember desselben Jahres verkaufte Springsteen die Rechte an seiner Musik an Sony. Der Verkaufspreis wurde nicht bekanntgegeben. Der Wert der Rechte wurde auf mehr als 500 Millionen US-Dollar geschätzt.
Am 11. November 2022 wurde das 21. Studio-Album Only the Strong Survive veröffentlicht. Das Album besteht aus Cover-Versionen von Soulstücken und ist nach We shall overcome – the Seeger sessions das zweite Album Springsteens, das ausschließlich aus Cover-Versionen besteht. Videoclips der Stücke Do I Love You (Indeed I Do), Nightshift und Don't Play That Song wurden bereits vorab veröffentlicht. Das Album wurde im Jahr 2020 aufgenommen und Springsteen hat sämtliche Stücke ausgewählt, steuerte aber ausschließlich den Gesang zu den Aufnahmen bei. Produzent Ron Aniello spielte außer den Bläsern einen Großteil der Instrumente ein, die E Street Band hat nicht bei den Aufnahmen mitgewirkt. Gleichzeitig mit der Ankündigung des Albums wurde bekannt, dass Springsteen mit der E Street-Band ab Februar 2023 auf Welttournee gehen wird, zum ersten Mal seit 2017.
Im Februar 2023 starteten Springsteen und die E Street-Band eine umfangreiche Tour durch Nordamerika und Europa. Die Auftritte ab 6. September 2023 wurden wegen eines Magengeschwürs Springsteens auf das Folgejahr verschoben. Neben diesen Ersatzterminen fanden 2024 weitere Konzerte in Nordamerika und Europa im Rahmen der 2024 World Tour statt.
Im Juli 2024 schätzte das US-Wirtschaftsmagazin Forbes Springsteens Vermögen auf mindestens 1,1 Milliarden US-Dollar.

### 2025:Land of Hope and DreamsundTracks II
Zum Auftakt seiner Land of Hope and Dreams-Tour am 14. Mai 2025 in Manchester kritisierte Springsteen die Trump-Administration in mehreren Pausen seines ersten Auftritts, worauf Trump gleich reagierte und nicht nur Springsteen, sondern auch Taylor Swift beleidigte. Bei seinem zweiten Auftritt in Manchester kritisierte Springsteen die Trump-Administration erneut. Aufnahmen von Springsteens kritischen Äußerungen sind auf der EP Land of Hope & Dreams zu hören.
Im Juni 2025 veröffentlichte Springsteen mit Tracks II: The Lost Albums eine Sammlung von sieben bislang unveröffentlichten Alben mit insgesamt 83 Liedern, die zwischen 1983 und 2018 aufgenommen wurden.

## Musik
Bruce Springsteen schöpft seine musikalischen Einflüsse aus dem Reservoir der traditionellen US-amerikanischen populären Musik, Folk, Blues, Soul und Country. Von Anfang an war Rock ’n’ Roll der prägende Einfluss.
Springsteen gilt als guter Gitarrist und war vor seiner Zeit als Frontmann viele Jahre Leadgitarrist in verschiedenen Bands. Außerdem beherrscht er das Klavierspiel, was er sich als Jugendlicher auf dem Piano seiner Tante selbst beigebracht hatte. Ferner spielt er Bass, Schlagzeug und weitere Instrumente.
Auf seiner Debüt-LP ist der Folk-Einfluss deutlich zu hören. Ein Beispiel für den Einfluss dieser Musikgattung auf Springsteens Musik ist der stilistisch an Bob Dylan und Woody Guthrie angelehnte Titel This Hard Land (siehe Noten und Hörbeispielⓘ), den er 1995 auf seinem Greatest-Hits-Album veröffentlichte.
Er erweiterte das Spektrum seiner musikalischen Mittel auf seiner zweiten LP The Wild, the Innocent & the E Street Shuffle. Elemente lateinamerikanischer Musik, Jazz-, Soul- und Funk und Van-Morrison-Einflüsse sind zu hören, beim Stück New York City Serenade sogar ein an die Musik George Gershwins erinnerndes Intro. Das liegt zum Teil an dem nur auf den ersten beiden Platten beteiligten schwarzen Pianisten David Sancious, der später jahrelang bei Sting spielte. Die Musik dieser Zeit spiegelt die ethnische und kulturelle Vielfalt New Jerseys und New Yorks wider, in der Springsteen aufwuchs.
Den Durchbruch in den USA und Großbritannien brachte 1975 das bis heute als Meilenstein geltende Album Born to Run. Im weiteren Verlauf seiner Karriere konzentrierte sich Springsteen mehr auf die Rockelemente seiner Musik. Er verdichtete zunächst den Sound und entwickelte ab Darkness on the Edge of Town ein ebenso schnörkelloses wie prägnantes musikalisches Idiom, für das einfache Riffs und klar zu erkennende Songstrukturen prägend sind. Seine Musik wird in den USA auch zur Kategorie des sogenannten Heartland Rock gezählt, als dessen typische Vertreter außer Springsteen John Fogerty, Tom Petty, Bob Seger und John Mellencamp gelten. Diese Musik hat einen textlichen Bezug zum US-amerikanischen Alltag. Sie geht über reine Unterhaltung hinaus, indem sie soziale und gesellschaftliche Probleme thematisiert. Die Musik ist eher einfach und direkt gehalten. Ihren Höhepunkt fand diese Entwicklung mit Springsteens Erfolgsalbum Born in the U.S.A. und dort speziell im Titelsong, der auf einem sich ständig wiederholenden, fanfarenartigen Keyboard-Riff und einem hämmernden Drumbeat aufbaut. Passend dazu klingt in diesem Stück Springsteens Stimme; sie schreit dem Hörer die unsentimentale Geschichte der ebenso desillusionierten wie zornigen Figur, die Springsteen darstellt, geradezu ins Gesicht. Dass er auch mit ruhigen Songs Charterfolge verbuchen kann, zeigen Titel wie My hometown und I’m on Fire (Hörbeispielⓘ), bei dem die Schlagzeug-Linie von dezenten Hi-Hat-Schlägen sowie Rim-Klicks (Schlag auf die Kante der Snare-Drum) gebildet wird.
In den vergangenen Jahren hat Springsteen seine Musik weiter verändert. Es sind vermehrt Folkelemente bis hin zum Gospel zu hören. Auf seinem letzten Soloalbum Devils and Dust beeindruckt er nicht nur durch komplexes Songwriting, sondern auch als ausdrucksstarker und sensibler Sänger.
Auf dem Album We Shall Overcome – The Seeger Sessions coverte Springsteen Folkklassiker. Bei den Konzerten zum Album transformierte er auch eigene Songs wie Growin’ Up in die für ihn neue, eigentlich ziemlich alte Sprache.
2007 wirkte das Album Magic wie eine Besinnung auf die alte Stadionrock-Attitüde. Mit seinen satten Arrangements war es geradezu darauf angelegt, große Stadien zu begeistern, was auf der entsprechenden Tournee auch gelungen ist.
2011 wirkte er als Gastmusiker bei dem Lied Peg o’ My Heart der Folk-Punk-Band Dropkick Murphys auf deren Album Going Out In Style mit.
2017 und 2018 hatte Bruce Springsteen eine eigene Show am Broadway in New York. Bis Dezember 2018 fanden mehr als 230 Shows statt. Im Juli 2018 verkündete das Management von Bruce Springsteen, dass die Show an den Streamingdienst Netflix verkauft wurde. Die Erstausstrahlung auf Netflix fand am 15. Dezember 2018 statt.
Das im November 2022 erschienene Album Only the Strong Survive besteht ausschließlich aus Cover-Versionen von Soul-Stücken der 60er und 70er Jahre.
Im Laufe seiner Karriere hat Springsteen bis 2022 ca. 350 Eigenkompositionen veröffentlicht.

## Live-Konzerte
Springsteens hochenergetische Livekonzerte sind ein entscheidender Faktor seines Erfolges. Sie zeichnen sich u. a. sowohl durch täglich wechselnde Liederfolgen als auch durch Spieldauer von 3,5 bis 4 Stunden aus. Live wird die Band meist durch zusätzliche Musiker, z. B. Horn Section, Backgroundsänger und Percussions ergänzt. Springsteen nimmt auch häufig Songwünsche aus dem Publikum entgegen. Der Tontechniker Kevin Buell ist seit den Achtziger Jahren Springsteens Assistent bei Liveauftritten sowie im Studio und zuständig für Springsteens Gitarren und Verstärker.
Springsteen spielt den Großteil seiner Konzerte mit der E Street Band, die seit den 2000er Jahren meist um Gastmusiker ergänzt wird. Im Laufe seiner Karriere gab es jedoch auch zwei Solo-Tourneen, eine Broadway-Show und anders besetzte Begleitbands wie etwa in der Human Touch/Lucky Town-Phase und auf der Seeger Sessions-Tournee. Außerdem tritt er häufig z. B. in Asbury Park mit lokalen Bands auf und auch als Gastmusiker mit anderen internationalen Stars wie z. B. Paul McCartney, Sting oder John Fogerty.
Springsteen hatte seine ersten öffentlichen Auftritte 1965 und hat seither ca. 3500 Live-Konzerte gespielt.

## Texte
Bruce Springsteen gilt als aufmerksamer Beobachter und Chronist des US-amerikanischen Alltags. Er porträtiert in seinen Songs das Leben des „kleinen Mannes“ mit all seinen Träumen, Sehnsüchten und Freuden, aber auch seinem Scheitern an der Realität. Dabei begleitet er die Figuren auf ihrem Lebensweg: Auf seinen ersten Platten sind dies vor allem Jugendliche, die sich die Hörner abstoßen und von einer glücklichen Zukunft träumen. Springsteen besingt die Helden seiner frühen Lieder in geradezu überschwänglich romantischer Weise und neigt zu ausufernden Wort-Kaskaden im Stile des stream of consciousness. Kritiker fühlten sich zum Teil an die Metaphern der frühen Lieder von Van Morrison und Bob Dylan erinnert. Auf seinen späteren Alben wurden Springsteens Texte deutlich nüchterner, knapper im Ausdruck und präziser in der Beobachtung.
Im Laufe seiner Karriere wurden die von ihm beschriebenen Charaktere zunehmend hoffnungslos und verbittert. Die Helden oder Anti-Helden seiner Lieder sind die Gestrauchelten und Gestrandeten mit ihren enttäuschten Hoffnungen und geplatzten Träumen. Springsteen erzählt von gescheiterten Beziehungen (vor allem auf dem Album Tunnel of love), Arbeitslosigkeit (Youngstown, Johnny 99), Kriminalität (Murder Incorporated), Fremdenfeindlichkeit (Galveston Bay), wirtschaftlicher Ausbeutung von Fremdarbeitern (Sinaloa Cowboys), Rassenunruhen (My Hometown), Resignation (Downbound Train), dem Rückblick auf bessere, vergangene Tage (Glory Days, Bobby Jean), aber auch von den Ausbruchsversuchen der Protagonisten aus ihrer trostlosen Existenz (Thunder Road, Hungry Heart). Am ausgeprägtesten ist diese fatalistische Grundstimmung auf seinen Soloalben, wie etwa Nebraska, die eine fast depressive und gespenstische Atmosphäre hat. Sein wohl bekanntester Song Born in the U.S.A. wurde (und wird) gelegentlich als Jubelhymne auf den amerikanischen Traum fehlgedeutet, tatsächlich handelt er aber von den Erfahrungen eines US-amerikanischen Vietnam-Heimkehrers, der, zurück in der Heimat, keinen Platz mehr in der Gesellschaft findet. Springsteen hatte in seiner Jugend den Vietnamkrieg auf dem Fernsehschirm mitverfolgt und erleben müssen, wie junge Männer aus seinem Bekannten- und Freundeskreis als Soldaten in Vietnam fielen oder als gebrochene Menschen heimkehrten.
Bruce Springsteen nimmt in seinen Liedern fast nie direkt politisch Stellung. Obwohl er Missstände in der US-amerikanischen Gesellschaft thematisiert, geht er nicht so weit, Ursachen zu benennen, Schuldige anzuklagen oder nach Lösungen zu suchen. Er beschränkt sich darauf, die Folgen sozialer Missstände und wirtschaftlicher Krisen anhand fiktiver und verallgemeinert dargestellter Einzelschicksale exemplarisch zu erzählen. Dabei stellt er nur gelegentlich und ansatzweise das US-amerikanische Gesellschaftsmodell an sich in Frage: „Down here it’s just winners and losers and don’t get caught on the wrong side of that line“.
Beinahe schon klassische Motive der US-amerikanischen Popularkultur wie The Road oder The River tauchen in seinen Liedern immer wieder auf. Auch Autos spielen in seinen Songs oft eine wichtige Rolle (Climb in back, heaven’s waiting on down the tracks aus Thunder road). Ist das Motiv des Fahrens anfangs beinahe ein Symbol für Freiheit, so erfüllt dieses Bild in späteren Liedern eher die Funktion der Flucht oder der verzweifelten Suche nach einem Ausweg. Er streift in seinen Texten manchmal durchaus die Grenze zum Klischee, etwa mit Zeilen wie I had a job, I had a girl / I had something going, mister, in this world (Downbound Train). Ihm gelingen gerade in der überzeichneten Darstellung seiner Figuren prägnante, typische Abbilder des Lebens eines großen Teils der US-amerikanischen Gesellschaft. Seine Texte geben damit häufig interessante Einblicke in die aktuellen US-amerikanischen „Befindlichkeiten“.
Der Ich-Erzähler in Springsteens Texten stellt sich dabei immer auf die Seite des Verlierers. US-amerikanische Autoren wie Jim Cullen und Bryan K. Garman (siehe Literaturliste) haben den nicht unumstrittenen Versuch gemacht, eine Linie von Walt Whitman, Ralph Waldo Emerson und Mark Twain über Woody Guthrie zu Springsteen zu ziehen.
In den Texten mancher Songs tauchen religiöse Motive auf, wie sie allgemein sehr stark in die US-amerikanische Alltagssprache einfließen. Hier zeigt sich der Einfluss seiner christlichen Erziehung. So bezieht sich der Titel Adam raised a Cain auf die biblische Geschichte von Kain und Abel (In the Bible Cain slew Abel, and East of Eden he was cast. You’re born into this life paying for the sins of somebody else’s past). Der Titel Across the border scheint an den Auszug des israelitischen Volkes aus Ägypten in das gelobte Land angelehnt (Where pain and memory, pain and memory have been stilled. There across the border. For what are we without hope in our hearts, that someday we’ll drink from God’s blessed waters). Auf dem Album The Rising treten die religiösen Bezüge stärker in den Vordergrund. Springsteen neigt hierbei nicht dazu – wie etwa Bob Dylan während seiner „christlichen Phase“ – missionarischen Eifer zu entwickeln und sich als Prediger zu betätigen. Über die Verbindung von Glaube und Musik sagt Springsteen: „Es gibt keinen besseren Brunnen als die Mythen des Katholizismus. Alles ist da drin.“
Anders als in den meisten anderen Popsongs gibt es in Springsteens Liedern keinerlei Glücksversprechen oder irgendeine Aussicht auf Erlösung. Das heißt nicht, dass er nicht auch fröhliche Lieder schreibt. Viele seiner Stücke sind sogar durchaus tanzbar. Glückliche Momente sind bei ihm nie von Dauer, sondern bestenfalls Träumereien oder von vornherein zum Scheitern verurteilte Fluchtversuche vor den Realitäten des Lebens. Ebenso wenig kommt erfüllte Liebe in seinen Liedern vor. Dennoch – oder gerade deshalb – sind seine Figuren, in einem typischen US-amerikanischen Motiv, getrieben von der Sehnsucht, ihr scheinbar unvermeidliches Schicksal zu überwinden, und dem Willen, sich niemals geschlagen zu geben.
Die enorme Popularität Springsteens liegt sicher nicht zuletzt darin begründet, dass ein großer Teil seines Publikums sich in seinen Liedern wiedererkennt. Von zahlreichen eingefleischten Fans wird er teilweise wie ein Volksheld verehrt.
Bruce Springsteen hat eine sehr charismatische Bühnenpräsenz. Er vermittelt seinem Publikum die Gefühle, die er selbst als Jugendlicher beim Hören und Spielen von Musik empfunden hat. Seine Konzerte haben eine fast kathartische Wirkung auf seine Zuhörer. Sie werden daher sogar oft mit Gottesdiensten verglichen, nicht zuletzt deshalb – wie sehr gut auf den beiden ersten Platten von Live/1975 – 85 zu hören –, weil er in der Vergangenheit zu fast jedem Lied eine fesselnde, unterhaltsame und oft auch sehr persönliche Geschichte zu erzählen hatte.

## Filme
- Bruce Springsteen: In His Own Words (2016). Regie: Nigel Cole. Springsteen erzählt aus seinem Leben. (Vom ZDF ausgestrahlt unter dem Titel Bruce Springsteen: Born in the USA.)
- Bruce Springsteen, der amerikanische Freund (2024). Regie: Thomas Boujut, Frankreich, Arte.

## Publikationen
- Born to Run. Simon and Schuster, New York 2016, ISBN 978-1-4711-5779-0.
  - deutsche Ausgabe: Born to Run. Die Autobiografie. Aus dem Amerikanischen von Teja Schwaner u. a., Heyne, München 2016, ISBN 978-3-453-20131-6.
- Leonardo Colombati: Bruce Springsteen – Like a Killer in the Sun – Songtexte. Deutsche Erstausgabe mit 101 Springsteen-Liedtexten, ins Deutsche übertragen von Heinz Rudolf Kunze. Erste autorisierte und einzige deutsche Ausgabe von Springsteens Lyrics. Ditzingen 2019, ISBN 978-3-15-011218-2[28]
- Renegades: born in the USA: dreams, myths, music (with Barack Obama). Crown, New York 2021, ISBN 978-0-593-23631-4.
  - deutsche Ausgabe: Renegades: born in the USA: Träume – Mythen – Musik. (mit Barack Obama). Aus dem Amerikanischen von Stephan Kleiner und Henriette Zeltner-Shane, Penguin, München 2021, ISBN 978-3-328-60243-9.

## Politische Ansichten und Aktivismus

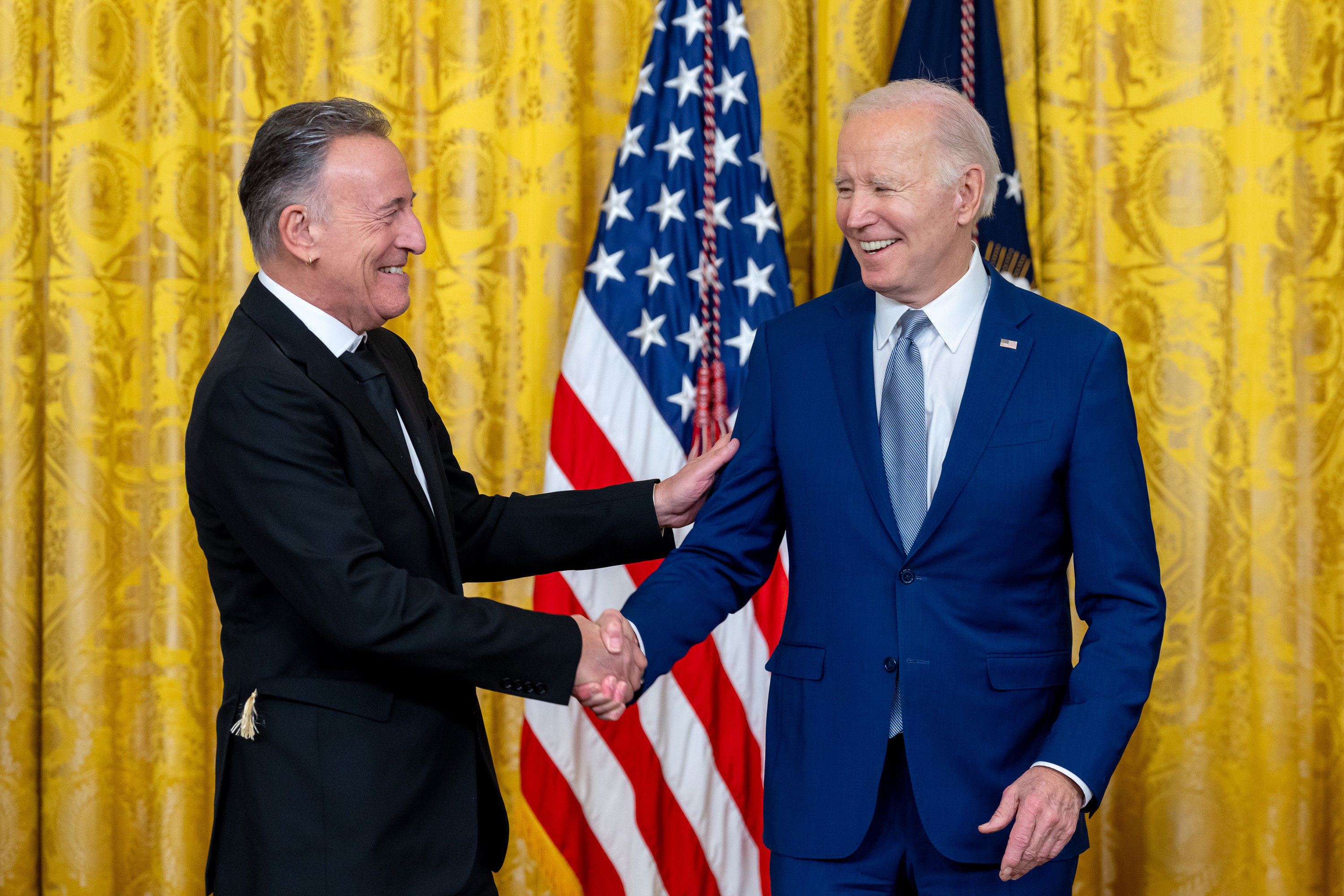
Springsteen mit Präsident Joe Biden im East Room des Weißen Hauses im März 2023

Springsteen gab im April 2008 seine Unterstützung für Barack Obamas Präsidentschaftskampagne 2008 bekannt. Er nahm im Laufe des Jahres an mehreren Kundgebungen zur Unterstützung Obamas teil. Bei einer Kundgebung in Ohio sprach Springsteen über die Bedeutung von „Wahrheit, Transparenz und Integrität in der Regierung, das Recht jedes Amerikaners auf einen Arbeitsplatz, einen existenzsichernden Lohn, eine gute Schulbildung und ein Leben in Würde der Arbeit und in der Sicherheit eines Zuhauses.“ Obwohl er sagte, er würde die Präsidentschaftswahlen 2012 aussetzen, setzte sich Springsteen in Ohio, Iowa, Virginia, Pittsburgh und Wisconsin für Obamas Wiederwahl ein. Die Firma Topps würdigte Springsteens Unterstützung der Kampagne 2008 mit ihrer Barack-Gedenksammelkartenserie, in der Springsteen auf Karte Nr. 59, „The 'O' Street Band“, auftritt.
Springsteen unterstützt LGBTQ-Rechte und die Homo-Ehe. In einem Interview mit dem LGBT-Magazin The Advocate im April 1996 sagte er: „Man bekommt seinen Führerschein und nimmt an allen gesellschaftlichen Ritualen teil. Das ist Teil des Platzes in der Gesellschaft und in gewisser Weise auch Teil der gesellschaftlichen Akzeptanz.“ Im Jahr 2009 veröffentlichte er auf seiner Website folgende Erklärung: „Ich glaube seit Langem an die Rechte gleichgeschlechtlicher Paare und habe mich immer für sie eingesetzt. Ich stimme Gouverneur Corzine voll und ganz zu, wenn er schreibt: ‚Die Frage der Ehegleichheit sollte als das erkannt werden, was sie wirklich ist – eine Frage der Bürgerrechte, die angenommen werden muss, um sicherzustellen, dass alle Bürger vor dem Gesetz die gleichen Rechte haben.‘“ 2012 unterstützte er die „Four 2012“, eine Werbekampagne für die Homo-Ehe. Springsteen bemerkte in dem Werbespot: „Ich stimme dieser Aussage uneingeschränkt zu und fordere alle, die für die Gleichbehandlung unserer schwulen und lesbischen Brüder und Schwestern eintreten, auf, jetzt ihre Stimme zu erheben.“ Im April 2016 sagte Springsteen wenige Tage vor dem geplanten Konzert in Greensboro, North Carolina, einen Auftritt ab, um gegen den neu verabschiedeten Public Facilities Privacy & Security Act, auch bekannt als „Bathroom Law“, zu protestieren. Dieser schreibt vor, welche Toiletten Transgender benutzen dürfen, und verhindert, dass LGBTQ-Bürger wegen Menschenrechtsverletzungen am Arbeitsplatz klagen können. Springsteen veröffentlichte eine Erklärung auf seiner Website. Die Human Rights Campaign begrüßte Springsteens Aussage, und er erhielt viel Lob von der LGBTQ-Community.
Während eines Auftritts im australischen Perth im Jahr 2017 gab Springsteen eine Erklärung ab, in der sie den Frauenmarsch nach der Amtseinführung gegen die kommende Trump-Regierung in Städten weltweit feierte: „Wir sind weit weg von zu Hause, und unsere Herzen und Seelen sind bei den Hunderttausenden von Frauen und Männern, die gestern in jeder Stadt Amerikas und in Melbourne marschiert sind … [Sie] haben gegen Hass und Spaltung demonstriert und sich für Toleranz, Inklusion, reproduktive Rechte, Bürgerrechte, Rassengerechtigkeit, LGBTQ-Rechte, Umwelt, Lohngleichheit, Gleichberechtigung der Geschlechter, Gesundheitsversorgung und Einwandererrechte eingesetzt. Wir stehen an Ihrer Seite. Wir sind der neue amerikanische Widerstand.“
Springsteen ist ein entschiedener Kritiker von Donald Trump, den er den „Betrüger aus Queens“ nennt. Während Trumps erster Amtszeit als Präsident der Vereinigten Staaten im Oktober 2019 sagte Springsteen, Trump habe „kein Verständnis für die tiefe Bedeutung dessen, was es bedeutet, Amerikaner zu sein“, und nannte ihn im Juni 2020 eine „Bedrohung für unsere Demokratie“. Springsteens Song „The Rising“ wurde auf dem Democratic National Convention 2020 zur Unterstützung von Joe Biden prominent präsentiert, begleitet von einem neuen Video und dem Wahlkampfslogan The Rising. Am 13. Oktober 2020 veröffentlichte der Autor Don Winslow vor seiner Wahlkampfveranstaltung in Pennsylvania ein kritisches Video über Trump. Das Video enthält Springsteens Song „Streets of Philadelphia“. Wenige Tage vor den US-Präsidentschaftswahlen 2020 sprach Springsteen einen Wahlkampfspot, der Bidens Kindheit in Scranton, Pennsylvania, in den Mittelpunkt rückte. Während des gesamten Spots lief „My Hometown“. Biden verwendete „We Take Care of Our Own“ als einen seiner Titelsongs, wie Obama es 2012 vor ihm getan hatte. Am 3. Oktober 2024 unterstützte Springsteen Vizepräsidentin Kamala Harris bei den US-Präsidentschaftswahlen 2024 und hielt am 24. Oktober eine Rede bei einer ihrer Wahlkampfveranstaltungen.
Bei einem Konzert in Manchester am 14. Mai 2025 sprach sich Springsteen gegen Trump aus und bezeichnete dessen Regierung als „korrupt, inkompetent und verräterisch“. Zwei Tage später reagierte Trump auf Truth Social, indem er Springsteen als „völlig überbewertet“ und „dumm wie ein Stein“ bezeichnete. Tino Gagliardi, der Präsident der American Federation of Musicians, verteidigte Springsteen mit den Worten: „Musiker haben das Recht auf freie Meinungsäußerung und wir stehen solidarisch an der Seite aller unserer Mitglieder.“ Am 19. Mai forderte Trump eine umfassende Untersuchung von Springsteen, Beyoncé, Oprah und anderen Prominenten wegen ihrer Unterstützung für Harris. Er behauptet, Harris habe sie illegal bezahlt, um ihre Präsidentschaftskampagne 2024 zu unterstützen. Musiker wie Neil Young und Eddie Vedder verteidigten Springsteen mit der Begründung, sein Recht auf freie Meinungsäußerung werde verletzt. Springsteen veröffentlichte Aufnahmen seiner Bemerkungen zu Manchester als Teil einer Live-EP mit dem Titel „Land of Hope and Dreams“.

## Diskografie
Studioalben

| Jahr | Titel Musiklabel                                                          | Höchstplatzierung, Gesamtwochen/‑monate, AuszeichnungChartplatzierungen (Jahr, Titel, Musiklabel, Platzierungen, Wochen/Monate, Auszeichnungen, Anmerkungen) | Höchstplatzierung, Gesamtwochen/‑monate, AuszeichnungChartplatzierungen (Jahr, Titel, Musiklabel, Platzierungen, Wochen/Monate, Auszeichnungen, Anmerkungen) | Höchstplatzierung, Gesamtwochen/‑monate, AuszeichnungChartplatzierungen (Jahr, Titel, Musiklabel, Platzierungen, Wochen/Monate, Auszeichnungen, Anmerkungen) | Höchstplatzierung, Gesamtwochen/‑monate, AuszeichnungChartplatzierungen (Jahr, Titel, Musiklabel, Platzierungen, Wochen/Monate, Auszeichnungen, Anmerkungen) | Höchstplatzierung, Gesamtwochen/‑monate, AuszeichnungChartplatzierungen (Jahr, Titel, Musiklabel, Platzierungen, Wochen/Monate, Auszeichnungen, Anmerkungen) | Anmerkungen                                                    |
| Jahr | Titel Musiklabel                                                          | DE | AT | CH | UK | US | Anmerkungen                                                    |
| ---- | ------------------------------------------------------------------------- | --- | --- | --- | --- | --- | -------------------------------------------------------------- |
| 1973 | Greetings from Asbury Park, N.J. Columbia Records (Columbia)              | — | — | — | UK41 a Silber · (10 Wo.)UK | US60 ×2Doppelplatin · (43 Wo.)US | Erstveröffentlichung: 5. Januar 1973 Verkäufe: + 2.095.000     |
| 1973 | The Wild, the Innocent & the E Street Shuffle Columbia Records (Columbia) | — | — | — | UK33 a Silber · (12 Wo.)UK | US59 ×2Doppelplatin · (34 Wo.)US | Erstveröffentlichung: 11. September 1973 Verkäufe: + 2.095.000 |
| 1975 | Born to Run Columbia Records (Columbia)                                   | — | — | — | UK17 Platin · (52 Wo.)UK | US3 ×7Siebenfachplatin · (116 Wo.)US | Erstveröffentlichung: 25. August 1975 Verkäufe: + 7.917.500    |
| 1978 | Darkness on the Edge of Town Columbia Records (Columbia)                  | — | — | — | UK14 Gold · (41 Wo.)UK | US5 ×3Dreifachplatin · (104 Wo.)US | Erstveröffentlichung: 2. Juni 1978 Verkäufe: + 3.380.000       |
| 1980 | The River Columbia Records (Columbia)                                     | DE31 Gold · (12 Wo.)DE | — | CH36 (3 Wo.)CH | UK2 Platin · (89 Wo.)UK | US1 ×5Fünffachplatin · (110 Wo.)US | Erstveröffentlichung: 10. Oktober 1980 Verkäufe: + 6.360.000   |
| 1982 | Nebraska Columbia Records (Columbia)                                      | DE37 (6 Wo.)DE | — | CH73 (1 Wo.)CH | UK3 Gold · (19 Wo.)UK | US3 Platin · (32 Wo.)US | Erstveröffentlichung: 20. September 1982 Verkäufe: + 1.840.000 |
| 1984 | Born in the U.S.A. Columbia Records (Columbia)                            | DE1 ×2Doppelplatin · (97 Wo.)DE | AT1 (61 Wo.)AT | CH1 ×3Dreifachplatin · (74 Wo.)CH | UK1 ×3Dreifachplatin · (136 Wo.)UK | US1 ×7Diamant + Siebenfachplatin · (144 Wo.)US | Erstveröffentlichung: 4. Juni 1984 Verkäufe: + 30.000.000      |
| 1987 | Tunnel of Love Columbia Records (Columbia)                                | DE3 Gold · (39 Wo.)DE | AT6 (2 Mt.)AT | CH2 Platin · (29 Wo.)CH | UK1 Platin · (33 Wo.)UK | US1 ×3Dreifachplatin · (45 Wo.)US | Erstveröffentlichung: 9. Oktober 1987 Verkäufe: + 4.930.716    |
| 1992 | Human Touch Columbia Records (Sony)                                       | DE2 Gold · (25 Wo.)DE | AT1 Gold · (16 Wo.)AT | CH1 Platin · (19 Wo.)CH | UK1 Gold · (17 Wo.)UK | US2 Platin · (27 Wo.)US | Erstveröffentlichung: 25. März 1992 Verkäufe: + 2.377.500      |
| 1992 | Lucky Town Columbia Records (Sony)                                        | DE4 Gold · (25 Wo.)DE | AT2 Gold · (15 Wo.)AT | CH2 Gold · (16 Wo.)CH | UK2 Gold · (11 Wo.)UK | US3 Platin · (23 Wo.)US | Erstveröffentlichung: 31. März 1992 Verkäufe: + 2.377.500      |
| 1995 | The Ghost of Tom Joad Columbia Records (Sony)                             | DE22 (23 Wo.)DE | AT13 Gold · (16 Wo.)AT | CH8 (14 Wo.)CH | UK16 Gold · (21 Wo.)UK | US11 Gold · (14 Wo.)US | Erstveröffentlichung: 21. November 1995 Verkäufe: + 1.685.000  |
| 2002 | The Rising Columbia Records (Sony)                                        | DE1 Platin · (37 Wo.)DE | AT2 Gold · (18 Wo.)AT | CH2 Gold · (14 Wo.)CH | UK1 Platin · (22 Wo.)UK | US1 ×2Doppelplatin · (37 Wo.)US | Erstveröffentlichung: 29. Juli 2002 Verkäufe: + 3.228.121      |
| 2005 | Devils & Dust Columbia Records (Sony)                                     | DE1 Gold · (15 Wo.)DE | AT1 Gold · (16 Wo.)AT | CH1 (12 Wo.)CH | UK1 Gold · (8 Wo.)UK | US1 Gold · (13 Wo.)US | Erstveröffentlichung: 26. April 2005 Verkäufe: + 1.107.500     |
| 2006 | We Shall Overcome: The Seeger Sessions Columbia Records (Sony BMG)        | DE5 Gold · (23 Wo.)DE | AT3 (11 Wo.)AT | CH5 (14 Wo.)CH | UK3 Gold · (10 Wo.)UK | US3 Gold · (22 Wo.)US | Erstveröffentlichung: 25. April 2006 Verkäufe: + 1.010.000     |
| 2007 | Magic Columbia Records (Sony BMG)                                         | DE3 Platin · (28 Wo.)DE | AT1 Gold · (13 Wo.)AT | CH4 Gold · (15 Wo.)CH | UK1 Gold · (17 Wo.)UK | US1 Platin · (26 Wo.)US | Erstveröffentlichung: 25. September 2007 Verkäufe: + 2.092.500 |
| 2009 | Working on a Dream Columbia Records (Sony)                                | DE1 Gold · (18 Wo.)DE | AT1 Gold · (24 Wo.)AT | CH1 Gold · (25 Wo.)CH | UK1 Gold · (16 Wo.)UK | US1 Gold · (18 Wo.)US | Erstveröffentlichung: 23. Januar 2009 Verkäufe: + 1.092.410    |
| 2012 | Wrecking Ball Columbia Records (Sony)                                     | DE1 Platin · (20 Wo.)DE | AT1 Gold · (29 Wo.)AT | CH1 Gold · (26 Wo.)CH | UK1 Gold · (22 Wo.)UK | US1 Gold · (26 Wo.)US | Erstveröffentlichung: 6. März 2012 Verkäufe: + 1.141.000       |
| 2014 | High Hopes Columbia Records (Sony)                                        | DE1 Gold · (12 Wo.)DE | AT2 Gold · (11 Wo.)AT | CH1 Gold · (14 Wo.)CH | UK1 Gold · (9 Wo.)UK | US1 (14 Wo.)US | Erstveröffentlichung: 10. Januar 2014 Verkäufe: + 402.500      |
| 2019 | Western Stars Columbia Records (Sony)                                     | DE1 Gold · (30 Wo.)DE | AT1 (25 Wo.)AT | CH1 (32 Wo.)CH | UK1 Gold · (19 Wo.)UK | US2 (4 Wo.)US | Erstveröffentlichung: 14. Juni 2019 Verkäufe: + 320.000        |
| 2020 | Letter to You Columbia Records (Sony)                                     | DE2 Gold · (22 Wo.)DE | AT1 (20 Wo.)AT | CH1 Gold · (24 Wo.)CH | UK1 Gold · (11 Wo.)UK | US2 (9 Wo.)US | Erstveröffentlichung: 23. Oktober 2020 Verkäufe: + 345.000     |
| 2022 | Only the Strong Survive Columbia Records (Sony)                           | DE1 (13 Wo.)DE | AT1 (11 Wo.)AT | CH1 (14 Wo.)CH | UK2 Silber · (8 Wo.)UK | US8 (4 Wo.)US | Erstveröffentlichung: 11. November 2022 Verkäufe: + 155.000    |

grau schraffiert: keine Chartdaten aus diesem Jahr verfügbar

## Auszeichnungen (Auswahl)
Springsteen erhielt während seiner fast 50-jährigen Karriere etliche Preise und Auszeichnungen, unter anderem 20 Grammy Awards und 1994 einen Oscar für den Song Streets of Philadelphia der zur Musik des Films Philadelphia gehört. 2009 erhielt er den Kennedy-Preis für sein Lebenswerk, 2013 wurde er zum Mitglied der American Academy of Arts and Sciences gewählt. 2016 erhielt er die Presidential Medal of Freedom, die höchste zivile Auszeichnung der Vereinigten Staaten von Amerika.
- Grammy
  - 1985 „Best Rock Vocal Performance, Male“ für Dancing in the Dark
  - 1988 „Best Rock Vocal Performance, Solo“ für Tunnel of Love
  - 1995 „Best Male Rock Vocal Performance“, „Song of the Year“, „Best Rock Song“ und „Best Song Written for a Motion Picture or Television“ für Streets of Philadelphia
  - 1997 „Best Contemporary Folk Album“ für The Ghost of Tom Joad
  - 2003 „Best Male Rock Vocal Performance“ und „Best Rock Song“ für The Rising (Single), „Best Rock Album“ für The Rising
  - 2004 „Best Rock Performance by a Duo or Group with Vocal“ für Disorder in the House (Bruce Springsteen, Warren Zevon)
  - 2005 „Best Solo Rock Vocal Performance“ für Code of Silence
  - 2006 „Best Solo Rock Vocal Performance“ für Devils & Dust
  - 2007 „Best Traditional Folk Album“ für We Shall Overcome: The Seeger Sessions, „Best Long Form Music Video“ für Wings for Wheels: The Making of Born to Run
  - 2008 „Beste Performances eines Künstlers“ für Radio Nowhere, „Bester Song“ für Radio Nowhere, „Beste Rock-Instrumental-Performance“ für Once Upon A Time In The West
  - 2009 „Bester Rocksong“ für Girls in Their Summer Clothes
  - 2010 „Best Solo Rock Vocal Performance“ für Working on a Dream

- MTV Video Music Award
  - 1985: „Best Male Video“ für I’m on Fire, „Best Stage Performance“ für Dancing in the Dark
  - 1994: „Best Video From a Film“ für Streets of Philadelphia

- Golden Globe Award
  - 1995 „Best Original Song – Motion Picture“ für Streets of Philadelphia
  - 2009 „Bester Filmsong“ für The Wrestler

- Oscar
  - 1994 Academy Award für „Best Original Song“ für Streets of Philadelphia aus dem Film Philadelphia.

- Tony Award
  - 2018 für „Springsteen on Broadway“[55]

- weitere Auszeichnungen
  - 2009 – Kennedy-Preis
  - 2021 – Woody-Guthrie-Preis[56]
  - 2021 – National Medal of Arts[57]

## Rezeption
Henry Edwards in der New York Times von 1975: “His melodies [are] either second-hand or undistinguished and his performance tedious. Given such flaws there has to be another important ingredient to the success of Bruce Springsteen: namely, vigorous promotion.” („Seine Melodien [sind] entweder aus zweiter Hand oder gewöhnlich und seine Auftritte langweilig. Bei solchen Schwächen muss es eine andere wichtige Zutat zum Erfolg Bruce Springsteens geben: und zwar lebhafte Werbung.“)
Die Zeitschrift Hifi Vision zu den Alben Lucky Town und Human Touch: „Reichlich Western-Flair und Country-Seligkeit, einige packende Balladen und atmosphärische Stücke, auffällig viel einfach gestrickte Gebrauchslyrik, aber auch treffend skizzierte Bilder.“
Die Zeitschrift Rolling Stone 1982 zum Album Nebraska: “Nebraska is an acoustic triumph, a basic folk album on which Springsteen has stripped his art down to the core. It’s as harrowing as Darkness on the Edge of Town, but more measured. Every small touch speaks volumes: the delicacy of the acoustic guitars, the blurred sting of the electric guitars, the spare, grim images.” („Nebraska ist ein akustischer Triumph, ein grundlegendes Folkalbum auf welchem Springsteen seine Kunst bis ins Mark zerlegt. Es ist so erschütternd wie Darkness on the Edge of Town, doch gemäßigter. Jede einzelne Nuance spricht Bände: die Delikatesse der akustischen Gitarren, der verschwommene Stich der E-Gitarren, die spärlichen, düsteren Bilder.“)
Konrad Heidkamp in der Zeit zu The Rising: „Es scheint ebenso unmöglich, die Ereignisse des 11. September angemessen in Noten und Töne zu fassen, wie man sie nicht mit Worten erklären kann. Und doch liegt der Schnittpunkt von Rockmusik und Politik genau darin, die Toten Amerikas, die Opfer des Attentats zu ehren und zugleich, mit einer leisen, brüchigen Stimme, jene Melodien zu singen, in denen alle Fehler und Niederlagen der USA nachklingen.“
Der Stern zum Album Devils & Dust: „Bei der Instrumentierung hat sich der ‚Boss‘ eine strikte Bescheidenheit auferlegt. ‚Ich wollte alles bewusst rau und unverfälscht halten. Ich denke, dass es genau das ist, was der heutigen Country-Musik häufig fehlt. Dieser gewisse Sound, der unter die Haut geht‘, erklärt Springsteen. Und so hat jeder Song nur das bekommen, was er unbedingt braucht. Das Grundgerüst bildet dabei stets Springsteens schlichtes und zugleich eindringliches Gitarren- und Mundharmonikaspiel.“
Bei der Wahl der 500 besten Alben aller Zeiten der Zeitschrift Rolling Stone im Jahre 2003 wurden acht Springsteen-Alben gewählt. Erfolgreicher waren nur die Beatles mit elf sowie Bob Dylan und die Rolling Stones mit jeweils zehn Platzierungen. Die Alben des „Boss“ nebst Platzierungen waren:
- Born to Run (Platz 18)
- Born in the U.S.A. (Platz 85)
- The Wild, the Innocent & the E Street Shuffle (Platz 132)
- Darkness on the Edge of Town (Platz 151)
- Nebraska (Platz 224)
- The River (Platz 250)
- Greetings from Asbury Park, N.J. (Platz 379)
- Tunnel of Love (Platz 475)

Daneben wurde Springsteen als Künstler in vier Listen des Rolling Stone aufgenommen:
- Die 100 größten Musiker aller Zeiten: Platz 23
- Die 100 größten Sänger aller Zeiten: Platz 36
- Die 100 größten Gitarristen aller Zeiten: Platz 96
- Die 100 größten Songwriter aller Zeiten: Platz 14